# 灘五郷

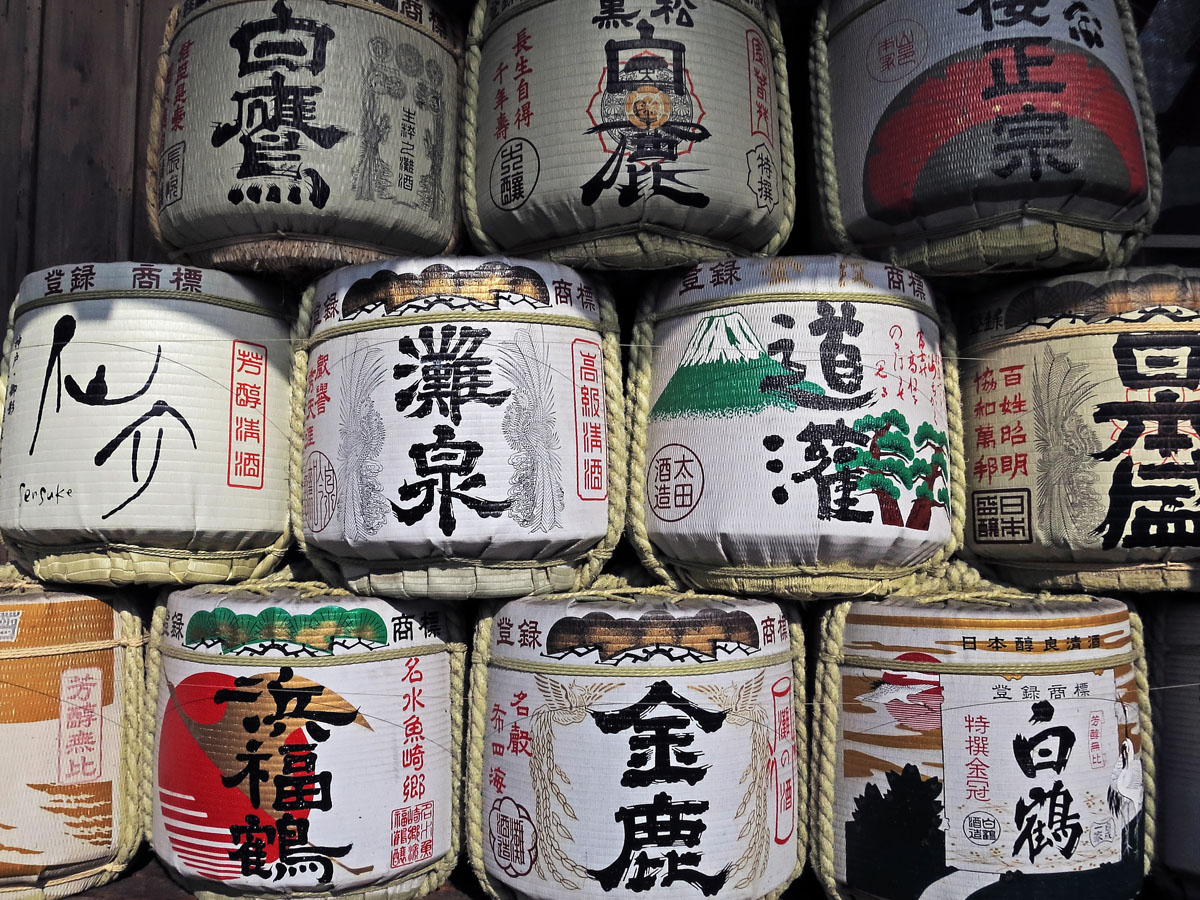
灘五郷の菰樽の例（甲南漬資料館）

灘五郷（なだごごう）は、兵庫県の灘一帯にある5つの酒造地の総称。西郷、御影郷、魚崎郷（以上神戸市）、西宮郷、今津郷（以上西宮市）を指す。国内で日本酒生産量が最も多い地域であり、国内生産量の約25％を占める（2020年代現在）。
冬季には六甲颪（おろし）が吹くことで寒造りに適した自然環境にあること、宮水と呼ばれるミネラルが豊富な上質の地下水が取れること、そして製品の水上輸送に便利な港があったこと、酒造原料に適した大粒品種の米の産地に近いことなどから、江戸時代以降、日本酒の名産地として栄えた。大手日本酒メーカーの多くが灘五郷を発祥地として本社を置くほか、中小の酒蔵も点在する。
「灘の酒」は灘五郷酒造組合の地域団体商標として登録されており、「灘五郷」は地理的表示 (GI) の対象となっている。

## 概要
日本を代表する酒どころの一つ。京都・伏見、広島・西条とともに、「日本三大酒所」とされる。
酒造地としての「灘五郷」という名称は江戸時代後期に生まれているが、範囲については変遷があり、現代の「灘五郷」の枠組みは明治期以降のものである（→#「灘」の呼称と歴史）。2020年現在、灘五郷酒造組合には27社（清酒26社、みりん1社）が参画している。公式サイトで紹介している灘五郷各地域の「酒蔵」は以下26社（みりん1社を含む）である（→#灘五郷と主要な蔵元）。カッコ内は代表的な銘柄で社名と異なるもの。
| 今津郷 | 兵庫県西宮市今津地区             | 大関、今津酒造（「扇正宗」） |
| 西宮郷 | 兵庫県西宮市浜脇・用海地区       | 日本盛、國産酒造（「灘自慢」）、木谷酒造（「喜一」）、本野田酒造（「金鷹」）、白鷹、辰馬本家酒造（「白鹿」）、松竹梅酒造（「灘一」）、大澤本家酒造（「寳娘」）、北山酒造（「島美人」）、万代大澤醸造（「徳若」） |
| 魚崎郷 | 兵庫県神戸市東灘区魚崎・本庄地区 | 太田酒造（「千代田蔵」）、宝酒造（「松竹梅」）、浜福鶴銘醸、櫻正宗 |
| 御影郷 | 兵庫県神戸市東灘区御影・住吉地区 | 菊正宗酒造、白鶴酒造、剣菱酒造、坊垣醸造（「戎面」）、神戸酒心館（「福寿」）、泉酒造（「仙介・琥泉」）、安福又四郎商店（「大黒正宗」）、高嶋酒類食品（「甲南漬」）                                               |
| 西郷   | 兵庫県神戸市灘区新在家・大石地区 | 金盃酒造、沢の鶴 |

## 「灘」の呼称と歴史

### 「灘」・「灘目」の呼称
灘（なだ）は、武庫川河口（西宮市）から生田川河口（神戸市）に至る、六甲山地と大阪湾に挟まれた東西に長い平野部を指す広域地名であった。古くは灘目（なだめ）とも呼ばれており、「なだ」（海の意）の辺りという意味の「なだべ（灘辺）」が変化して「なだめ（灘目）」になったとされている。現代では行政的な広域地名としては使われない（一部が神戸市灘区・東灘区となっている）が、酒造史の叙述で「灘地方」といった表現が使われる。
灘（灘目）という地域名称についても、それが指す範囲は時代によって変遷がある。江戸時代には、敏馬あたり（敏馬神社付近）を境界として、菟原郡の沿岸部（現在の神戸市灘区・東灘区および芦屋市周辺）を「上灘」、八部郡の沿岸部（現在の神戸市中央区・兵庫区周辺）を「下灘」と言い、両者を総称して「灘目」と呼んだ。

### 中世の「灘五郷」
室町時代にも「灘五郷」という語が用いられているが、これは灘地域にあった荘園のうち、芦屋荘・山路荘・得井荘・都賀荘・葺屋荘の5つの総称であり、この時点では酒造業とは関係がない。この地域にはほかに本荘などの荘園もあったが、惣村が結成されており:26、守護代に従おうとしなかったという。
永正8年（1511年）、細川高国の命により瓦林正頼が鷹尾城（現在の芦屋市）を築いて地域に支配を及ぼそうとすると、灘五郷は長らく対立関係にあった本城（本庄）衆・西宮衆と同盟を組み対抗、鷹尾城を攻撃する状況が発生している（芦屋河原の合戦参照）:26。

### 酒造地を指す呼称の変遷
|                      | 灘目   | 灘目     | 灘目     | 灘目     | 西宮       | 今津   |
| -------------------- | ------ | -------- | -------- | -------- | ---------- | ------ |
| 灘三郷（灘目三郷）   | 下灘郷 | 上灘郷   | 上灘郷   | 上灘郷   | （西宮郷） | 今津郷 |
| 近世灘五郷（1828年） | 下灘郷 | 上灘西組 | 上灘中組 | 上灘東組 | （西宮郷） | 今津郷 |
| 近代灘五郷（1886年） | ×      | 西郷     | 御影郷   | 魚崎郷   | 西宮郷     | 今津郷 |

江戸時代中期、先行していた伊丹や西宮に対して、新興の酒造地として灘目や今津が発展を始める。上方の酒造地である摂泉十二郷のうち、都市部に発展した古くからの酒造業の盛んな地域（十二郷のうちの「旧九郷」とも呼ぶ）に対して、灘目や今津（武庫郡、現在の西宮市今津地区）は農村（在方）に酒造業が生まれた新しいグループであった。上灘・下灘に今津を加えて「二灘三郷」と呼ぶようになり、さらに「灘目三郷（灘三郷）」と呼ばれるようになった（十二郷のうちの「新三郷」とも呼ぶ。上灘・下灘と今津の間に西宮郷が所在しているため、地理的に連続した呼称ではない）。
灘地方は、江戸時代前期以来多くが尼崎藩領となり、その他の大名・旗本領が混在していた。明和6年（1769年）、尼崎藩領のうち武庫郡今津村から八部郡兵庫津までの浜手24か村、および尼崎藩以外の大名・旗本領が収公されて、幕府直轄領となった。酒造業が盛んになり活況を呈していた灘目の状況を、長崎奉行として長崎と江戸とを往来する石谷清昌が見て、老中に収公を進言したのがきっかけという。町方と見なされた西宮は大坂町奉行所支配となったが、在方と見なされた今津および上灘・下灘は代官所（大坂代官所）支配となった。
文政11年（1828年）に上灘郷が3つに分かれた（上灘西組・上灘中組・上灘東組）。これにより、下灘郷・上灘西組・上灘中組・上灘東組を「灘四郷」、これに今津郷を加えて「灘五郷」と呼ぶようになった（明治以後現在まで使われている「灘五郷」と区別するために、「近世灘五郷」とも呼ばれる）。
1886年に、摂津灘酒造組合が設立された際に、酒造業が衰退していた下灘郷が外れ、西宮郷が加わった。上灘西組・上灘中組・上灘東組は、それぞれおおむね西郷・御影郷・魚崎郷へと移行する。これが現在の「灘五郷」の範囲となっている（「近世灘五郷」との区別を明らかにするため「近代灘五郷」とも呼ばれる）。

### 「灘目の水車」と酒造以外の産業
灘（灘目）は今日もっぱら酒造業で知られているが、かつては製油業（灘油）や素麺生産（灘目素麺）でも知られていた。
18世紀前半、六甲川（都賀川）、住吉川、芦屋川などの急流には灘目の水車と呼ばれる水車群が設けられた（地域で産出する御影石も石臼に適していたとされる）。絞油や製粉などの動力源として用いられ、後述の通り酒造のための精米にも用いられることになる。
18世紀、菜種を水車で搗いて菜種油にする「絞油」が盛んに行われ、「水車絞り」や「灘油」と称された。都賀川上流に地名が残る水車新田（神戸市灘区）は25両の油水車（絞油用の水車）を擁する、絞油を専業とする村であった。水車の利用により生産コストが減少したため、それまでの中心地であった大坂の絞油業を圧迫した。江戸幕府は大坂の絞油業の保護を図り、大坂以外での菜種油の生産に統制を加えたため、灘の絞油業は衰退した（油仕法参照）。
江戸時代後期には、今津・鳴尾から兵庫にかけての一帯で素麺が盛んに生産され、「灘目素麺」「上方素麺」と称された。原料の小麦粉は灘目の水車で製粉していた。灘の素麺は江戸にも廻送され、天保15年（1844年）刊行の大蔵永常『日本国産考』では素麺の名産地として大和三輪と灘を並べている。幕末期以降素麺生産の中心地となったのが魚崎村であり、1886年（明治19年）には「摂州灘素麺営業組合」（事務所：魚崎町）が結成されて素麺生産の近代化が図られた。1897年（明治30年）には生産量は380トンに達した。しかし明治30年代（1897年 - 1906年）に兵庫県内の素麺生産の中心は揖保郡に移り、灘での素麺生産は衰退した。衰退の原因としては、従業者や用地の確保難、競争の激化（「揖保乃糸」で知られる播州素麺の発展など）があったとされる。

## 酒造地「灘五郷」の歴史

### 江戸時代前期まで
| 蔵元           | 銘柄     | 地域   | 創業年         | 創業者       |
| -------------- | -------- | ------ | -------------- | ------------ |
| 小西酒造       | 白雪     | 今津郷 | 1550年（伊丹） | 薬屋新右衛門 |
| 櫻正宗         | 櫻正宗   | 魚崎郷 | 1625年（伊丹） | 山邑太左衛門 |
| 菊正宗酒造     | 菊正宗   | 御影郷 | 1659年         | 本嘉納家     |
| 辰馬本家酒造   | 白鹿     | 西宮郷 | 1662年         | 辰屋吉左衛門 |
| 花木酒造       | 富久娘   | 西郷   | 1681年         |              |
| 大関           | 大関     | 今津郷 | 1711年         | 長部文治郎   |
| 沢の鶴         | 沢の鶴   | 西郷   | 1717年         | 米屋喜兵衛   |
| 松尾仁兵衛商店 | 金正宗   | 魚崎郷 | 1740年         | 松尾仁兵衛   |
| 白鶴酒造       | 白鶴     | 御影郷 | 1743年         | 白嘉納家     |
| 安福又四郎商店 | 大黒正宗 | 御影郷 | 1751年         | 安福又四郎   |
| 今津酒造       | 扇正宗   | 今津郷 | 1751年         |              |
| 泉酒造         | 泉正宗   | 御影郷 | 1756年（道場） | 泉仙介       |
| 木谷酒造       | 喜一     | 西宮郷 | 1833年         | 木屋惣兵衛   |
| 國産酒造       | 灘自慢   | 西宮郷 | 1861年         |              |
| 白鷹           | 白鷹     | 西宮郷 | 1862年         | 辰馬悦蔵     |
| 高嶋酒類食品   | 白菱     | 御影郷 | 1870年         | 高嶋太助     |

現在「灘五郷」と呼ばれる地域での酒造りは、西宮郷でいち早く始まった。江戸時代前期の寛永年間（1624年 - 1645年）に伊丹の雑喉屋文右衛門が西宮に移住して醸造業を始めたのが始まりとされ、多くの酒造家が追従、流通の優位性から灘地方の酒造業が発展していくことになった。灘地方では明暦年間から享保年間（1655年 - 1736年）にかけての60年間あまりの間に、今日につながる酒造家が多く創業しており、この時期が勃興期とみられる。
これよりさかのぼる記録としては、室町時代中期に書かれた一条兼良の随筆『尺素往来』において「兵庫、西宮の旨酒」についての言及がある。室町時代にはすでに西宮で酒造が始まっていたも考えられている。
なお、伝承としてはさらにさかのぼる由緒を語るものがあり、
- 下灘郷に位置する生田神社（神戸市中央区）に「灘五郷の酒造の発祥」を求めるもの。『延喜式』の玄蕃寮の項目において、新羅からの使節を「敏馬浦」でもてなす際に、生田神社・廣田神社・長田神社および大和国の片岡神社から稲を持ち寄り、生田神社で醸造した新酒を用いることが定められていること[32][33][34]をもって、境内摂社の松尾神社に「灘五郷酒造の発祥地」とする碑が建てられている[34]。
- 御影郷の「沢の井」（阪神御影駅の高架下にあり、駅北側にモニュメントがある[35]）にまつわる伝承[36]。この水で醸した酒を後醍醐天皇に献上し[36]、これが嘉納されたというのが酒造家の嘉納姓の起源伝承になっている[37][38]。灘五郷酒造組合は、灘五郷の酒造が「元弘・建武の昔」にさかのぼる伝承があることを記している[9]。

などがある。
江戸時代、米を原料とする酒造は幕府や領主の厳重な統制下に置かれていた。万治3年（1660年）、幕府は「酒株（酒造株）」を設定し、住所氏名と酒造米高を記した酒造株札を交付された者だけに酒造営業が認められた。幕府は酒造業の動態を把握し、また運上金の賦課を行うために「株改め」を行っており、これが酒造業の消長を知る材料となっている。
江戸時代前期には、西宮は池田・伊丹・大坂三郷とともに有力な酒造地となっており、その酒が江戸にも送られるようになった（上方で生産され江戸に輸送された酒を下り酒という）。
灘や今津でも酒造が行われていたが、まだ小規模なものであった。寛文6年（1666年）の第一次酒株改め時の灘の株高は840石であった。元禄10年（1697年）、近世灘五郷となる地域の酒造石高は1608石余であった。元禄10年（1697年）に江戸に送られた酒の産地の中には「兵庫」が含まれるが、灘目は江戸積み酒造地域のなかには含まれていなかった。元禄年間、灘目で最大の酒造家は魚崎村の山路十兵衛（元禄10年の酒造石高581石余）で、元禄16年（1703年）には大坂の船問屋の廻船に載せて江戸の酒問屋に古酒10駄（20樽）を送っている。
また、灘地方から各地の酒造地（兵庫・西宮などの近郷から、四国や江戸、なかには秋田などの遠方まで）へ出稼ぎをする職人（杜氏）が多くおり、こうした中で灘の人々は酒造技術を習得していったと考えられる。

### 江戸時代中期・後期

#### 灘の酒造業の発展
灘目での酒造は、江戸時代中期（18世紀）に大きく発展した。酒造産地の総称として「灘」が用いられるようになったのは正徳6年（1716年）といい、享保9年（1724年）の江戸下り問屋調査の際に今津郷と灘の名が見える。
宝暦4年（1754年）に出された「勝手造り令」は、無制限の酒造を許可するもので、新規業者の江戸積み酒造業への進出を可能にした。この「勝手造り」は天明5年（1785年）まで続くが、天明5年（1785年）の時点で上灘・下灘には120軒の酒造家があり、14万石余りを生産するようになっており、旧来の産地に脅威を与えるようになっていた。新旧の酒造地の利害を調整するため、明和9年（1772年）に江戸に出荷する上方酒造業の株仲間である摂泉十二郷酒造仲間が結成され、灘目三郷（上灘郷・下灘郷・今津郷）や西宮郷も加わった。
天明5年（1785年）の諸国酒造実績の再調査（天明稼高）によれば、灘目三郷からの江戸入津量は36万樽であった。文政5年（1822年）の調査では、灘三郷からの江戸入津量は66万5000樽、22万3000石で、江戸中期以降で最大となった。
文化・文政期、江戸に入津する酒の50パーセントが灘産であった（江戸に入津する酒の90パーセントは摂泉十二郷産であった）。
「摂泉十二郷」の中では最も新興の酒造地であった灘が江戸時代中期以降に発展した理由としては、
- 優れた醸造技術があること[9]
- 酒造に適した宮水が湧出すること[9][46]
- 六甲山系の急流を利用した水車を用いることで精米の質と量が向上したこと[9][10]
- 原料米の集散地である大坂や兵庫が近いこと[9]
- 輸送に便利な立地[46]。西宮に酒輸送専門の廻船問屋である樽廻船問屋ができ輸送の便利があった[9]

などが挙げられる。

#### 樽廻船の登場と西宮・今津港の築港

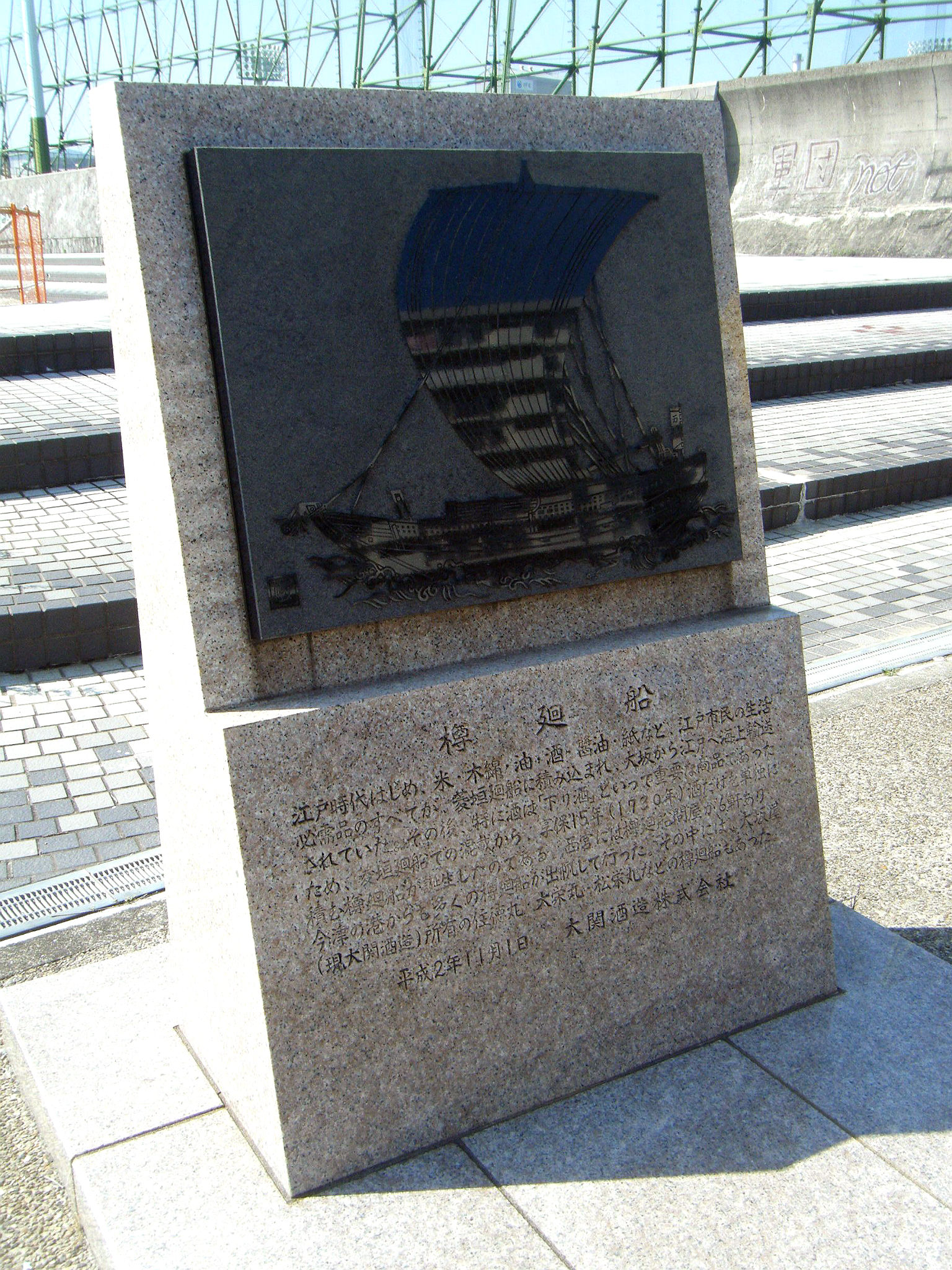
今津灯台の樽廻船記念碑

上方と江戸の間の物資の取引は、大坂の買次問屋と江戸の十組問屋の間で行われ、菱垣廻船が輸送を担っていた。酒荷もその一つであったが、酒の品質維持の問題などからトラブルが生じ、享保15年（1730年）に十組問屋から酒問屋が脱退し、酒樽専用船である樽廻船が運航を開始した。安永元年（1772年）、樽廻船の問屋株が公認され（伝法に8軒、西宮に6軒）、樽廻船問屋株仲間が成立する。樽廻船は速達性で有利があり、余裕がある時には他の荷物を積載するようになったため、従来の菱垣廻船を圧倒していくことになる。
西宮は古代より「武庫の水門（みなと）」と呼ばれる港であったが、江戸時代に港は洗戎川の河口付近にあり、夙川河口から流れ出る土砂が流れ着く位置にあった。また、兵庫と大坂の間に適当な風待ちの港がなかったことも問題となっていた。寛政12年（1800年）、西宮の商人当舎金兵衛が大坂奉行所に西宮浦の築港の願いを出し、夙川の東に長い突堤を設けて波風と土砂流入を避けることとした。
樽廻船の拠点としての西宮を象徴する華やかな行事が、その年（酒造年度）最初の酒を江戸に向けて出荷する新酒番船であった。享保12年（1727年）、新酒番船が大坂の安治川（伝法）と西宮から出帆したのが最初で、安永元年（1772年）には公認された大坂8艘、西宮6艘の樽廻船が両方の港を同時刻に出発した。文化2年（1805年）からはすべての樽廻船が西宮から出発することが恒例となった。
今津では13世紀頃から集落の形成が始まったとされる。宝暦5年（1755年）には、酒造家であり学者でもあった飯田桂山が郷学所「大観楼」を設立した。今津には港が整備される以前から樽廻船や漁船が出入りしていたというが、寛政5年（1793年）に米屋伊兵衛の発起によって今津港が築港された。文化7年（1810年）には長部家（大関）5代目当主長兵衛が私財を投じて今津灯台を築造した。

#### 宮水の発見

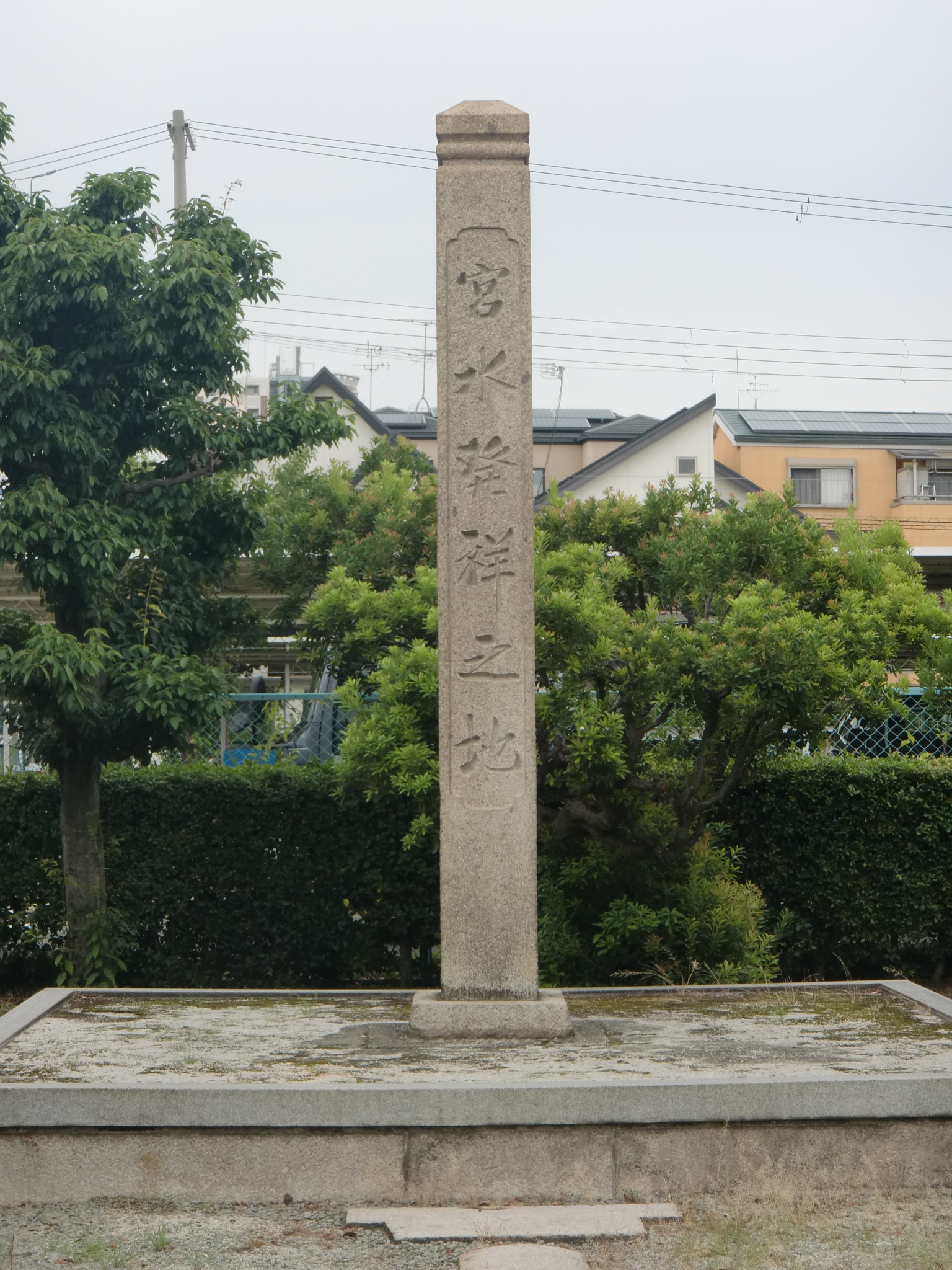
宮水発祥の地碑

宮水は天保年間（1831年 - 1845年）、西宮郷と魚崎郷で醸造業（櫻正宗）を営んでいた山邑太左衛門によって発見されたとされる。山邑太左衛門が西宮で醸造に使っていた井戸水を魚崎でも用いたところ、西宮の酒と同様の良酒が醸造されたことから、灘の他の醸造業者も競って西宮の水を使うようになったという。かつて灘の酒造蔵は、牛車や船を使って各蔵まで水を運んだという。

#### 産地の対立と分裂
上方の酒が江戸へ大量に積み出された結果、供給過剰となった江戸では酒の価格の下落が生じ、減産が必要になった摂泉十二郷では対応をめぐって競争・対立が生じた。摂泉十二郷の中では灘郷と他郷の対立であり、灘郷の中でも村ごとの対立が表面化した。文政11年（1828年）、上灘郷は「東組」（青木・魚崎・打出・深江・芦屋・住吉）、「中組」（御影・石屋・東明・八幡）、「西組」（新在家・大石・岩屋・稗田・河原・五毛）に分裂する。
幕末の慶応2年（1866年）には、摂泉十二郷の中での灘五郷と他9郷の対立が激化、「十二郷取締方万端総崩れ」という状況に陥る。事実上、摂泉十二郷は解体に向かい、明治維新後の1874年（明治7年）に解散する。

### 明治から第二次世界大戦まで

#### 明治維新期の低迷
幕末期に灘の酒造業は停滞し、明治2年（1869年）には造石高は13万石まで減少していた。灘はこうした状況下で明治維新期の制度改革を迎えることになった。
江戸時代の江戸積み酒造株体制は、幕府による統制を受けてはいたが、同時に営業特権を保証するものでもあった。明治維新後、政府は旧幕府時代の酒造株を更新するとして巨額の「酒造鑑札書替料」（灘五郷の株高50万石余りに対し、10万両以上）を徴収し、酒造家たちも酒造鑑札の永世保証を期待して出費に応じた。しかし明治4年（1871年）、「清酒濁酒醤油鑑札収与並ニ収税方法規則」によって旧酒造鑑札は無効とされ（酒株の廃止）、一定の免許料を納めれば誰でも酒造業を始めることができる新たな鑑札が交付されるようになった。江戸時代の酒造特権が廃止され、全国で地主たちが酒造業に参入、全国的な競争体制が始まった。
1873年（明治6年）、灘の生産石高は約19万石で、酒の全国生産石高（約326万石）のわずか6%を占めるに過ぎなかった。西南戦争後、灘の酒造業は少しずつ回復をしていくものの、その成長速度は他産地に比べて遅かった。停滞の最大の原因とされたのが、江戸時代以来の流通システムであった。
江戸時代、江戸に輸送された酒（下り酒）は江戸の問屋（下り酒問屋）によって独占的に販売されており、流通販売において下り酒問屋が優位に立っていた。明治維新後の株仲間解散は江戸の下り酒問屋にも混乱を及ぼしたが、問屋優位の下り酒流通システムの維持が図られ、1881年（明治14年）には「東京酒問屋組」が発足した。出荷量や販売価格の決定権は酒造家にはなく、問屋によって決定されていた。

#### 商標と販路

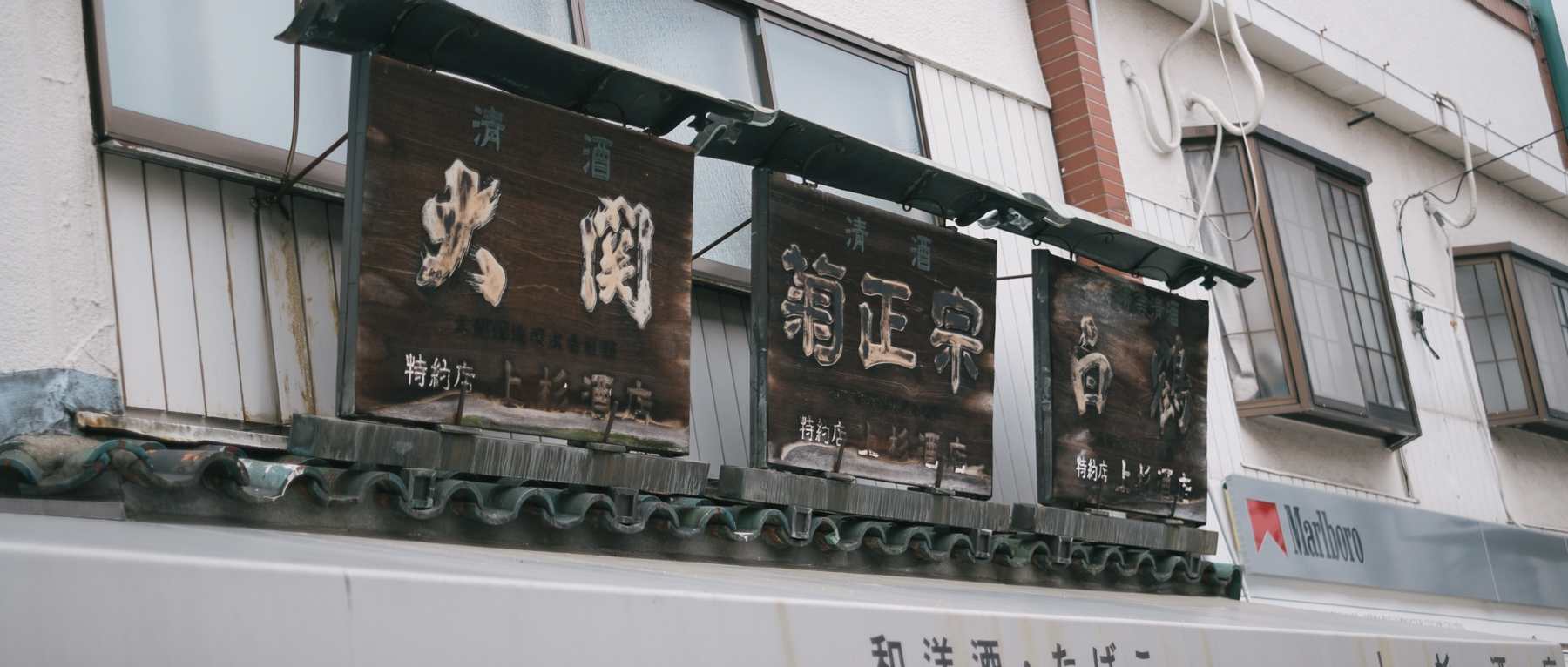
木製特約店看板の例。大関・菊正宗・白鶴の名が見える（大阪市浪速区の上杉酒店）。

酒造家側に主導権がなかったものの一つが酒銘（ブランド）である。江戸時代にも酒樽に荷印をつけた「酒銘」が存在していたが、明治期に入ると華やかな菰も登場するようになった。しかし、異なる酒造家が同一・類似の酒銘で販売することもままあり（「正宗」の例が有名である）、逆に同じ酒造家が、酒問屋ごとに指定された販売商標での流通を求められることもあった（たとえば辰馬本家の酒は、鹿島中店・鹿島本店などを通して「白鹿」として流通していたが、他の問屋を通す際には「辰泉」「地球一」「銀海」といった、問屋が求める商標で流通していた）。当時は樽ごとに品質の違いが大きく、仲買・小売が問屋を信用して取引していたことが背景にもあったが、東京酒問屋組が販売先のほぼすべてであった灘の酒造家はその意向に従わざるを得なかった。
1884年（明治17年）、商標登録制度が導入され、酒造家も問屋も酒販店もこぞって商標を登録した。灘の酒造家で最初に商標登録を行ったのは石崎喜兵衛で、1885年（明治18年）に「澤之鶴」を登録した。石崎は直営店を通じて東京市場・大阪市場で「澤之鶴」の販売を開始した（大阪（大坂三郷）も酒造地であり、同じ摂泉十二郷酒造仲間であったため、江戸時代には灘の酒を大坂で流通させることは難しかった）。大阪市場での試みは成功し、他の酒造家も販路拡大を図っていくが、東京では酒問屋組が阻止に動いて試みは失敗した。
酒造家が自ら定めた商標は、流通の主導権を握ることの象徴でもあった。江戸下り酒問屋以来の東京酒問屋組は依然として大きな影響力を有しており、辰馬本家が代替わりに際して「白鹿」への商標統一を問屋側に希望したのちも、問屋商標を求められることが大正期まで残ったという。

#### 近代灘五郷の成立
1886年（明治19年）に、摂津灘酒造組合が設立され、今津郷・西宮郷・魚崎郷・御影郷・西郷からなる現在の「灘五郷」の枠組みができた。
- 今津郷：兵庫県武庫郡今津町（現在の兵庫県西宮市今津地区）
- 西宮郷：兵庫県武庫郡西宮町（現在の兵庫県西宮市浜脇・用海地区）
- 魚崎郷：兵庫県武庫郡魚崎町・本庄村（現在の神戸市東灘区魚崎・本庄地区）
- 御影郷：兵庫県武庫郡御影町・住吉村（現在の神戸市東灘区御影・住吉地区）
- 西郷：兵庫県武庫郡西郷町（現在の神戸市灘区新在家・大石地区）

灘五郷では酒造経営の近代化が図られた。西宮郷では醸造家が共同出資して日本摂酒会社や西宮造酒会社を設立した。また、良質な原料米を確保するために、播州地方の酒米生産地との一種の契約栽培である村米制度が導入された。時系列ではのちのことになるが、酒米の代表である山田錦（1923年兵庫県立農事試験場で誕生、1936年命名・奨励品種に編入）は、酒造家・生産農家および県の努力の中で生まれた品種である。
1890年代から1900年代にかけて、日清戦争や日露戦争といった戦争の勃発による、軍需も含めた旺盛な需要をはずみとして灘の酒生産は拡大した。それに伴い、販売を「東京酒問屋組」に依拠する割合は低下していった。この時期、菊正宗（本嘉納家）や櫻正宗（山邑太左衛門家）、白鶴（白嘉納家）や、設立間もない日本盛（西宮酒造株式会社）などが、販売面での革新とともに急成長を遂げた。販売革新には二つの路線があり、一つは地方市場の開拓に乗り出していった路線（白鶴など）、もう一つは東京市場の商業組織再編に乗り出していく路線（西宮酒造など）である。
1901年（明治34年）は白鶴が一升瓶で酒を販売する。ガラス瓶（一升瓶）に酒を詰めて売ることは1878年（明治11年）から始まっていたが（白鶴の瓶詰販売も、江井ヶ嶋酒造の追随であった）、樽詰めで流通させた場合に生じる偽物の問題（小売店が量り売りをする際、勝手に作成した「徳利張り」を客の持参した徳利に貼ることがままあった）を解決することができた。

#### 酒造技術の近代化
日清戦争中の需要激増を背景として、戦後には日本全国で酒造業者の開業が相次いだが、戦後不況の到来や酒造税増税のために、地方の新興零細酒造家は苦境に立たされることになる（なお、酒造税は日本政府の重要な財源であり、1899年（明治32年）に地租を抜いて国税の税収第1位となった）。
この時期に灘は市場で優位性を得ており、灘の大規模酒造家はしばしば地方の零細酒造家と利害を衝突させた。1898年、第13回帝国議会で酒造税の戦後第二次増税案が審議されると、全国酒造組合連合会（全酒連）は、自家用料酒の製造禁止や正規業者の保護と引き換えで増税容認の方針を打ち出す。しかしこの増税（当時は酒造石数に対して課税されていた）の結果、地方零細酒造家は大きな打撃を被った一方、高価格で酒を販売できた灘は利益を確保することができたことから、地方零細酒造家は不満を高めた。全酒連副会長の小堀貞吉（栃木県）は酒造業の利益が灘に占奪されていると述べ、酒造税を酒価に応じて課すよう主張した。1901年（明治35年）、第15回帝国議会に酒造税第三次増税案が上程されると（1900年の北清事変に対応した財源確保のための増税策の一環）、灘出身の全酒連会長渡辺徹は政府に交換条件（醸造研究機関の設置、輸出振興など4項目）を出して増税を容認する方向であったのに対して、他地方の酒造家は絶対反対を主張、灘対他地方の構図で全酒連の内部対立が激化した。結局、議会では酒造税増税が可決される一方で、全酒連の要求は無視されるという全酒連の「敗北」に終わり、全酒連は1902年（明治36年）に事実上解体する。
なお、この増税を契機として、担税能力を求められた全国の酒造家で技術革新の機運が高まり、1904年（明治37年）に政府は醸造試験所を設立（矢部規矩治も参照）、1906年（明治39年）には醸造協会が設立されることになる。醸造試験所が全国の酒造家から酵母株を集め、優良な清酒酵母を醸造協会から頒布する（協会系酵母）ことになるが、「協会1号酵母」は櫻正宗から分離したものであった。
1917年（大正6年）には灘五郷および近隣地区の酒造技術者団体「灘酒研究会」が発足した。同会によれば「日本では最初の民間の酒造技術者の団体と言って良い」という。

#### 大正期の販売拡大

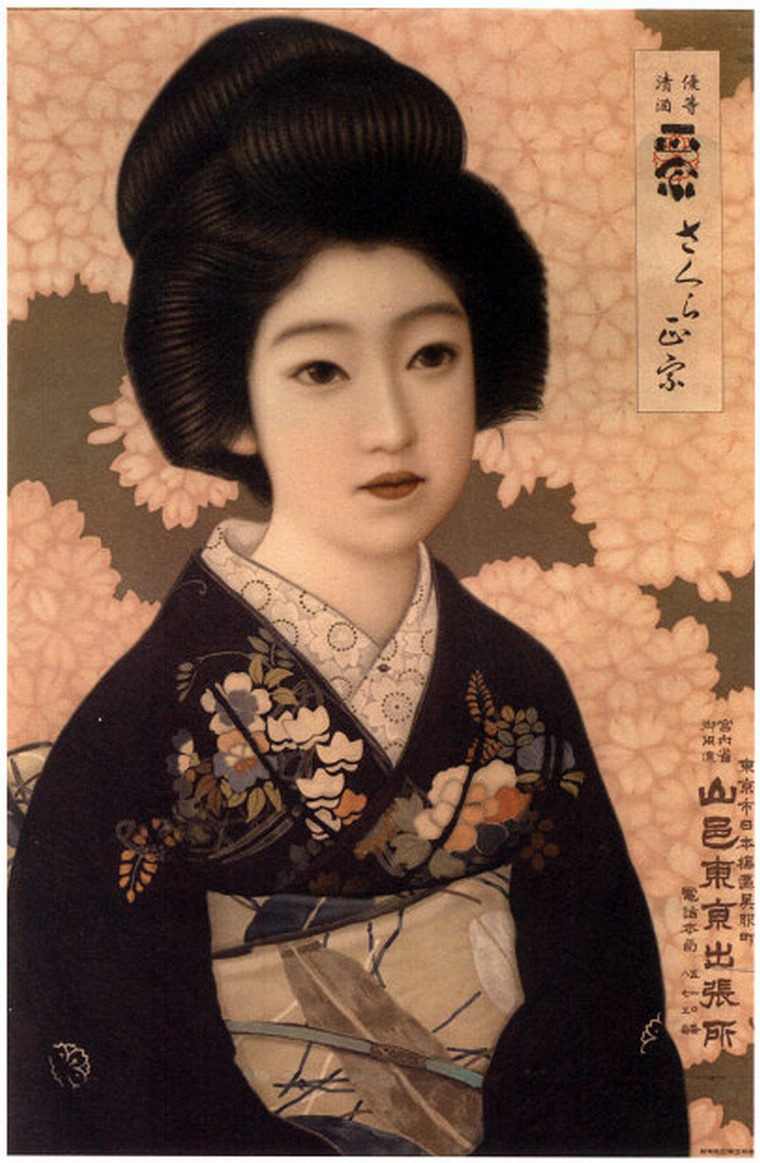
1910年代の櫻正宗のポスター

第一次世界大戦中の酒需要拡大期であった1916年（大正5年）、櫻正宗は東京に直売所（売捌所）を開設し、東京酒問屋組を通さない販売に打って出た。他社も追随したが、東京酒問屋にこれを食い止める力はもうなかった。1923年の関東大震災で東京酒問屋は大きな被害を受け、影響力を失う。
灘が大きく成長した理由として、品質の向上とともに、市場を見る徹底的なマーケティングを行ったことが挙げられる。1921年の第8回清酒品評会では灘酒は1つも優等を取ることができず、次の回から灘がボイコットするという事件が起こる。これには、品評会での評価と市場の評価が必ずしも一致しておらず、灘では一般市場を重視した酒造りを行っていたためであるという。

#### 酒造家と地域
「白鹿」「白鷹」の辰馬家、「菊正宗」「白鶴」の嘉納家、「櫻正宗」の山邑家など、酒造家たちは出資や寄付を通して地域の発展を担った。辰馬吉左衛門（白鹿）は、西宮市に上下水道、市庁舎、図書館の建設費を寄付した。
教育分野で現代も続く学校としては、嘉納治郎右衛門（菊正宗）・嘉納治兵衛（白鶴）・山邑太左衛門（櫻正宗）によって設立された灘中学校・高等学校（設置者は学校法人灘育英会）や、辰馬吉左衛門（白鹿）が出資した甲陽学院中学校・高等学校（設置者は学校法人辰馬育英会）が有名である。なお、講道館柔道の創始者にして日本の体育の父とも呼ばれる嘉納治五郎は、嘉納家の一族である。（灘校や御影公会堂に銅像がある）
また、酒造家たちは阪神間モダニズム文化の牽引役となった。旧山邑家住宅（1924年竣工）や御影公会堂（1933年竣工）などが知られている。

#### 戦時統制と戦災
1937年（昭和12年）に日中戦争が勃発、翌年に国家総動員法が公布されるなかで、灘五郷の酒造業も統制下に置かれることとなった。
1943年（昭和18年）、戦時統制の一環として制定された酒類業団体法を契機として「灘五郷酒造組合」が設立され、従来は各郷で行っていた業務が整理統合された。
戦時期には、主食である米の確保のために酒造米が制限された。これにより転業者・廃業者が続出した。1945年（昭和20年）には神戸大空襲による大きな被害を受けた。1945年（昭和20年）の清酒造高は5万石であった。

### 第二次世界大戦以後

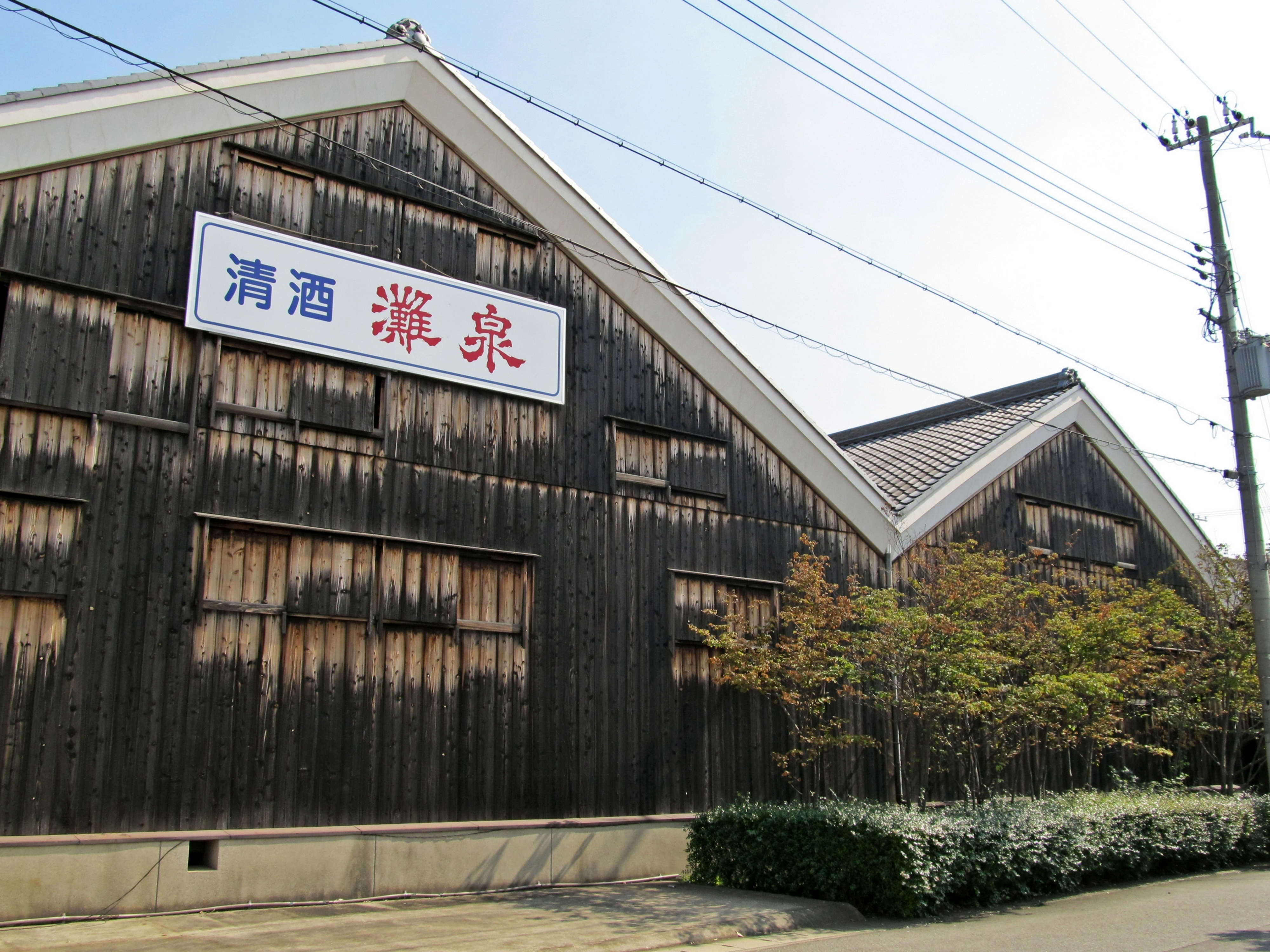
御影郷にあった灘泉の酒蔵。震災を越えて残った木造酒蔵であった（現存しない）

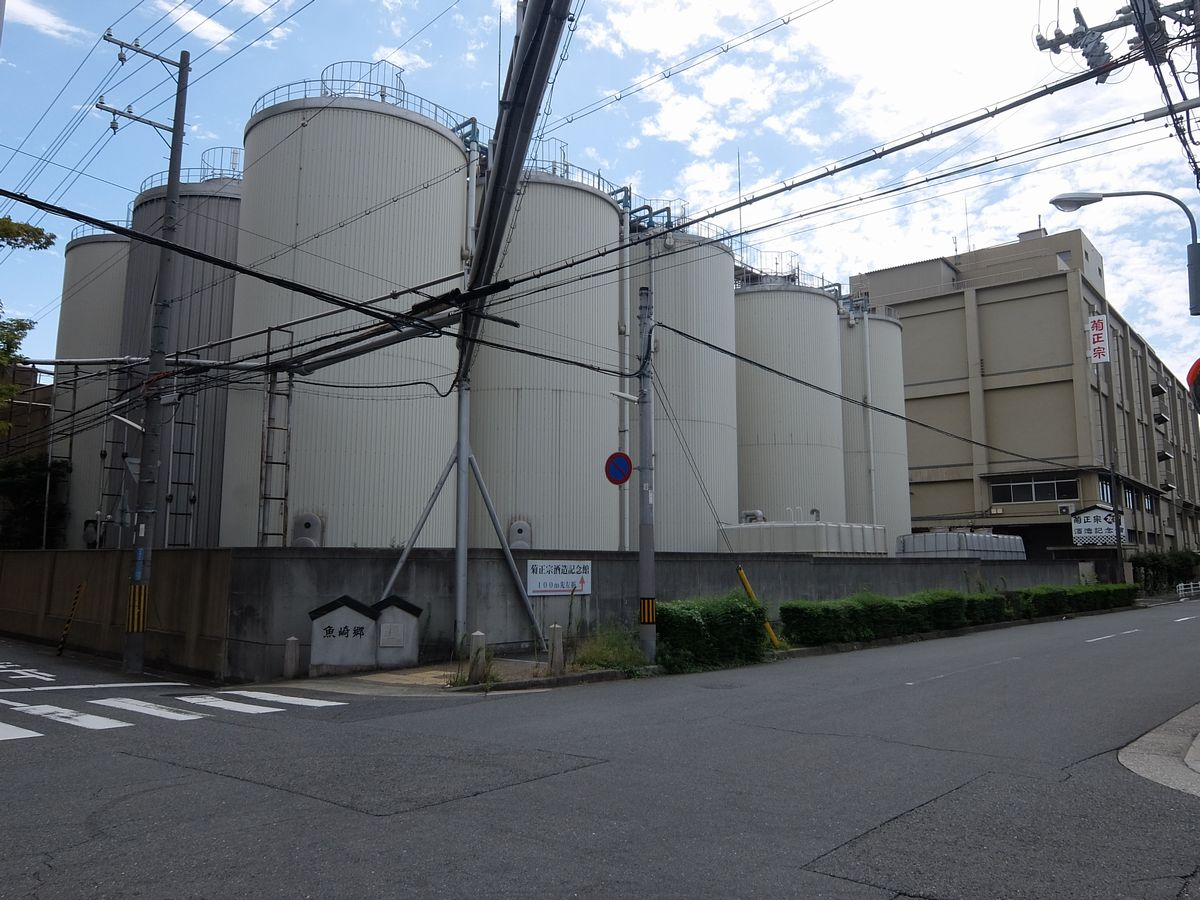
近代的な酒造工場のある町（魚崎西町）

第二次世界大戦後、灘五郷の酒造業者の組織は「灘五郷酒造協会」、「灘五郷酒造協同組合」（1948年、中小企業等協同組合法に基づく）、「灘五郷酒造組合」（1953年、酒税の保全及び酒類業組合等に関する法律に基づく）と変遷する。生産が好転していくのは1952年（昭和27年）頃からという。清酒造高は1954年（昭和29年）に20万石台、1969年（昭和34年）以降は30万石台へと復興を遂げた。
灘五郷には兵庫県外の酒造会社も多く進出し、京都市伏見区の宝ホールディングス（「松竹梅」蔵元）、滋賀県の太田酒造（「道灌」蔵元）などは灘五郷にも工場を持つ。かつては、京都市伏見区の月桂冠、伊丹市の小西酒造（「白雪」蔵元）、和歌山市の世界一統なども工場を置いていた。また、忠勇がマルキン忠勇（現：盛田）の、萬歳酒造（「富貴」蔵元）や富久娘酒造、福徳長酒類がオエノンホールディングスの一部またはグループ会社になるなど、非関西資本の傘下に入った蔵元もある。
1964年には大関株式会社がワンカップ大関が発売されてヒット商品となり、他社も追随した。
日本全国の清酒生産高は1973年の177万kLがピークであり、以後長期にわたって低下していく。
1988年、灘五郷は「酒蔵の道」で、昭和63年度手づくり郷土賞（やすらぎとうるおいのある歩道部門）受賞。

#### 阪神大震災による被災とその後
阪神・淡路大震災（1995年）で、灘五郷の酒造業は大きな被害を受けた。
白壁土蔵造りの酒蔵、赤煉瓦の酒蔵など伝統的な景観は大いに損なわれた。震災による被害に加え、日本酒消費の低迷もあって中小蔵元の廃業も相次ぎ、灘五郷酒造組合員数は震災前の51社から数を減らした。
他方、復興の過程でさまざまな変化を生じることになった。酒蔵と地元との関係もその一つで、酒蔵のある景観の価値が酒造会社と地元住民との間で共有されるようになり、街づくりにも反映されるようになった（協定が結ばれた魚崎郷ではマンションやコンビニなどが「酒蔵風」の建築として作られている）。酒造会社は「地元に愛される酒」に活路を求め、酒蔵の開放も始まった。
2007年（平成19年）には灘五郷酒造組合が「灘の酒」を地域団体商標として登録。2014年（平成26年）以降、灘酒研究会に加盟している酒造メーカーでは統一ラベルを付した商品シリーズ『灘の生一本』を発売している。
2013年（平成25年）には西宮市で「西宮市清酒の普及の促進に関する条例」、2014年（平成26年）には神戸市で「神戸灘の酒による乾杯を推進する条例」がそれぞれ施行された。
2018年6月28日、国税庁より「灘五郷」が地理的表示 (GI) として指定された。原料および製法について基準を満たした商品が「GI 灘五郷」を称することができる。
2018年現在も、多くの有名メーカーが軒を連ね、国内での日本酒生産量の約3割を占める。

## 灘五郷と主要な蔵元
近代灘五郷に所在した主要な蔵元について列記する。蔵元名 / 代表銘柄 で表示している。
蔵元名に付した記号は以下の通り。
- ★：灘五郷酒造組合加盟社
- △：灘五郷地域外に本拠があり、灘五郷にも蔵を構えているもの
- ▽：灘五郷地域外へ移転・集約したもの
- ×：廃業（かつて存在した日本酒メーカー一覧も参照）

社名の変更についてはすべてを記載していない。銘柄についても代表的なものを記載した。

### 今津郷
現在の兵庫県西宮市今津地区。

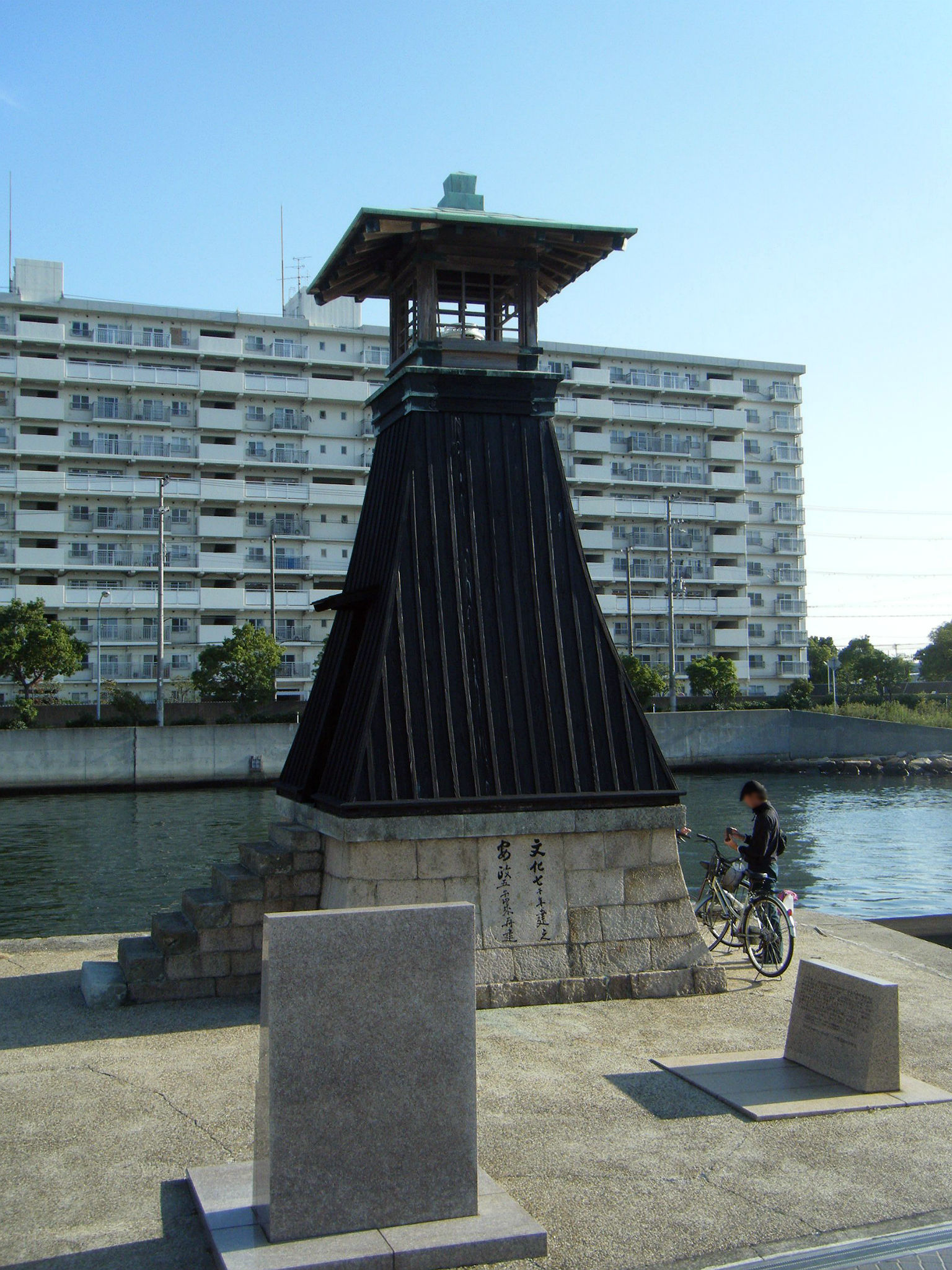
今津灯台

近代には武庫郡今津村（のち今津町）で、1933年（昭和8年）に西宮市に編入された。
大関 ★ / 大関
1711年、長部文治郎により創業。1810年に長部家は今津灯台を設置し、現在も大関が管理している。銘柄は「萬両」であったが、1884年より「大関」に改めた。「大関」は大相撲の最高位であることと、豊穣を意味する「大出来」に音が通じることによる。
今津酒造 ★ / 扇正宗
1751年創業。1910年に「扇正宗」を商標登録
小西酒造 ▽ / 白雪
1550年、伊丹で小西新右衞門により創業。今津に蔵を構えていたが、伊丹へ集約
灘酒造 × / 金鹿
創業地は朝鮮元山（1916年）で、第二次世界大戦後に灘に移転。大関に醸造委託した後にブランド譲渡、2012年会社解散。

### 西宮郷

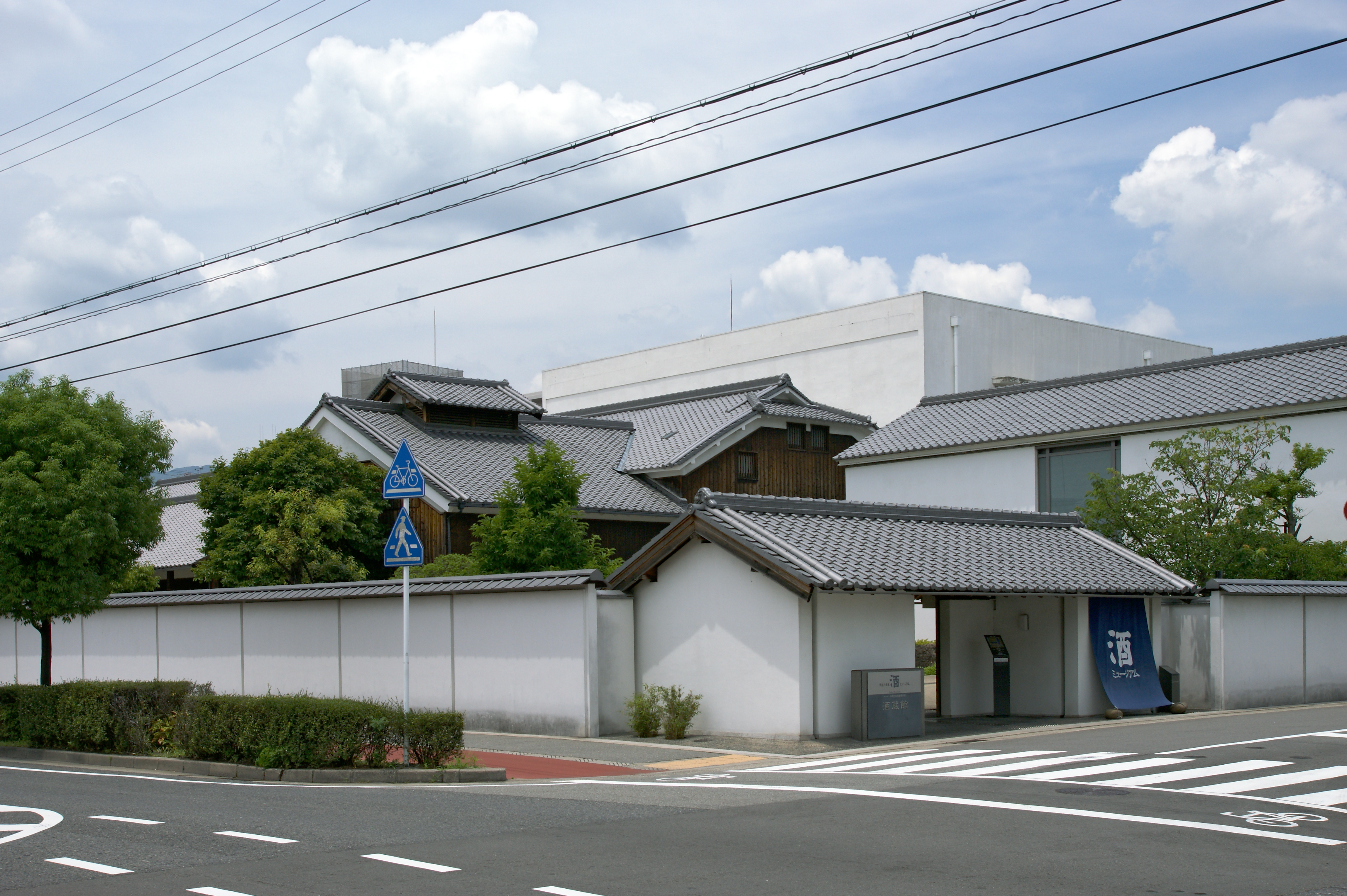
白鹿記念酒造博物館（西宮市鞍掛町）

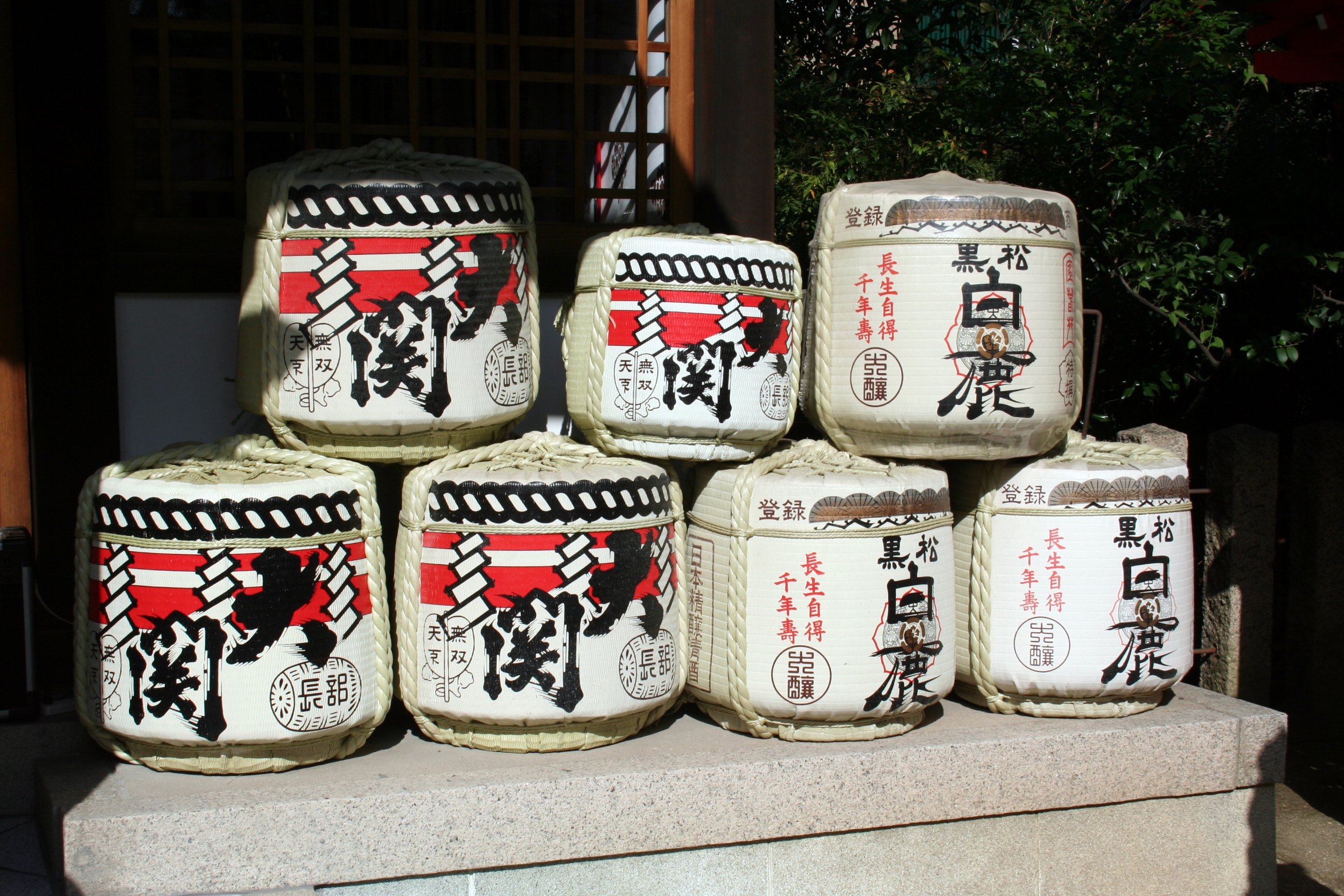
素盞嗚神社（西宮市甲子園町）に奉納された白鹿と大関の酒樽。

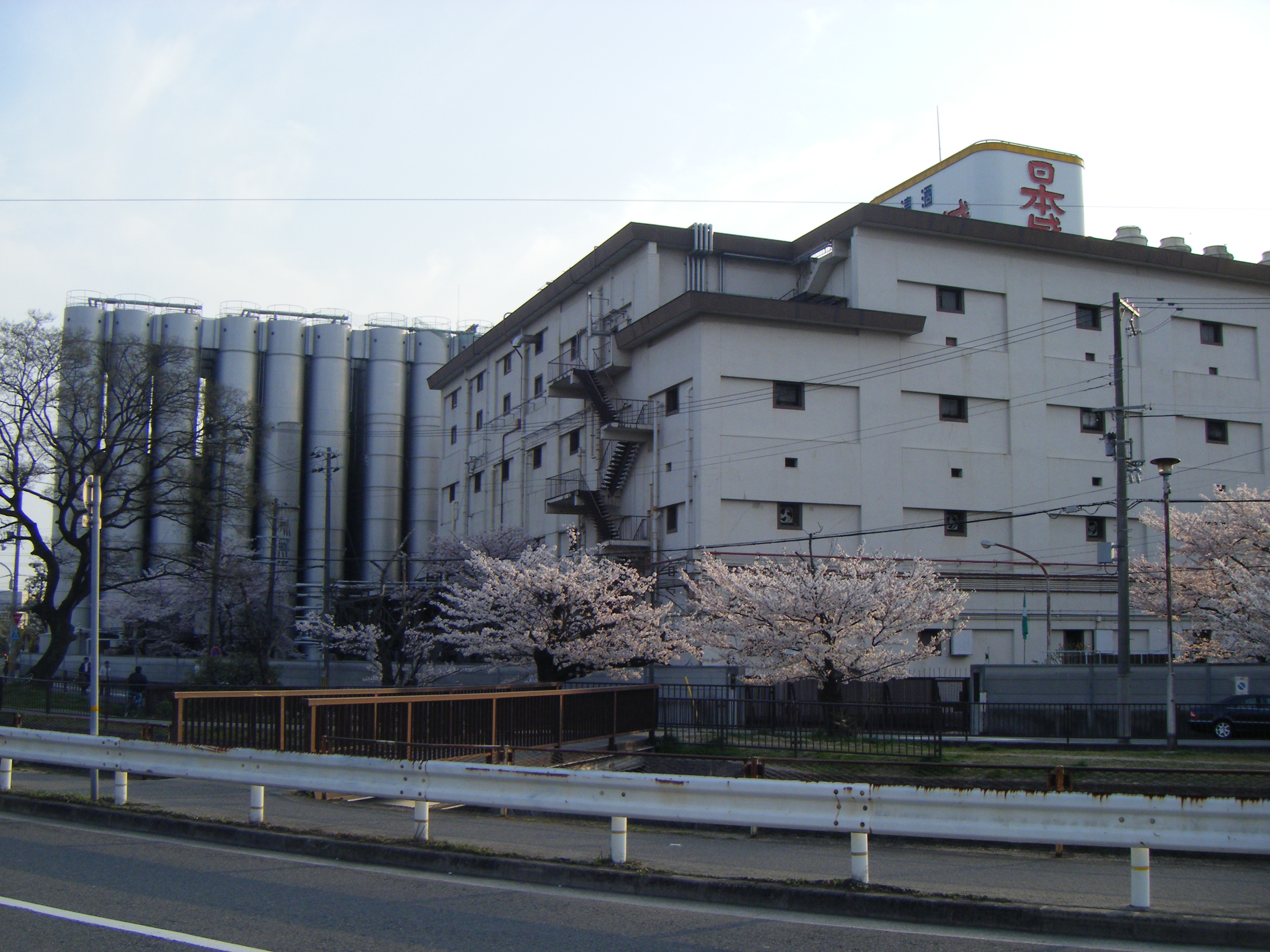
日本盛本社工場（西宮市用海町）

現在の兵庫県西宮市浜脇・用海（ようがい）地区。宮水は当地に湧出する。
浜脇町は江戸時代からある町名だが、用海町は1925年（大正14年）の市制施行時に起立した新町名で、もとは大字なしの地域。
辰馬本家酒造 ★ / 白鹿
1662年、辰屋吉左衛門により創業。近代辰馬財閥の中核であり、現在も白鹿グループを率いる。
大澤本家酒造 ★ / 寶娘
1770年、堺の宿院で創業。1954年に西宮郷に移転。灘五郷唯一の木造蔵という
本野田酒造 ★ / 金鷹
1791年創業。1928年に法人に移行し「いろは」「金鷹」を生産していた。休造中。
木谷酒造 ★ / 喜一
1833年、木屋惣兵衛により創業。「喜一」は「喜びを一つに」という意味からの命名という。
國産酒造 ★ / 灘自慢
1861年、覚心平十郎商店として創業。戦前期には10蔵で1万石の清酒を醸造したというが、第二次世界大戦の戦災でほとんどを焼失。戦後の1948年に國産酒造株式会社となる。
白鷹 ★ / 白鷹
1862年、辰馬本家から分家した辰馬悦蔵により創業。
松竹梅酒造 ★ / 灘一
1884年、井上信次郎により魚崎郷で創業。1920年「松竹梅」を登録商標。しかし経営難に陥り、1933年に宝酒造の支援を受け傘下企業として「松竹梅酒造」を設立した。宝酒造グループのウェブサイトによれば、1947年に独占禁止法施行の影響で松竹梅酒造は宝酒造グループから独立する（「松竹梅」の銘柄は宝酒造に残った）。松竹梅酒造（灘一）のウェブサイトによれば、松竹梅酒造の復活を目指した野田博が1950年に現在の「松竹梅酒造」を新たに設立、井上信次郎が最高技術顧問を務めたとある。
日本盛←西宮酒造 ★ / 日本盛
西宮の青年有志団体「青年有為会」（1888年設立）を母体として、1889年に「西宮企業会社」として設立、その後社名を「西宮酒造株式会社」に変更（1896年）。当時、酒造会社で株式会社化したのは珍しかった。2000年に日本盛株式会社に社名変更。
北山酒造 ★ / 島美人
1919年、兵庫県小野（粟生）で創業。1962年に西宮に本社と工場を移転。「島美人」は醸造所があった粟生の地名「島」に由来しており、同名のさつま焼酎とは無関係。
万代大澤醸造 ★ / 徳若
2005年に旧大澤酒造が、大澤本家酒造と万代大澤醸造に分割。
多聞酒造 × / 多聞
1920年、八馬商店米穀部から独立（八馬財閥）。大関へ商標権を譲渡し、2006年に解散
百萬石酒造 ▽ / 寿海
沢の鶴へブランド譲渡。
「沢の鶴」の関連会社「新寿海酒造」として設立（1959年）。金沢の百万石酒造（1966年）と合併し百萬石酒造（1977年）を設立、篠山町に丹波工場を設け醸造開始。2020年現在、百萬石酒造の本社は丹波篠山市にある。
西宮酒精 ▽ / 富貴
西宮酒精として設立。1964年に合同酒精に合併され、同社の灘西宮工場となる。合同酒精はオエノングループに入り、オエノンホールディングスとして社格が存続。事業部門として「合同酒精」が設立され、「富貴」ブランドの日本酒や焼酎を生産しているが、工場は灘五郷地域内にはない。

### 魚崎郷

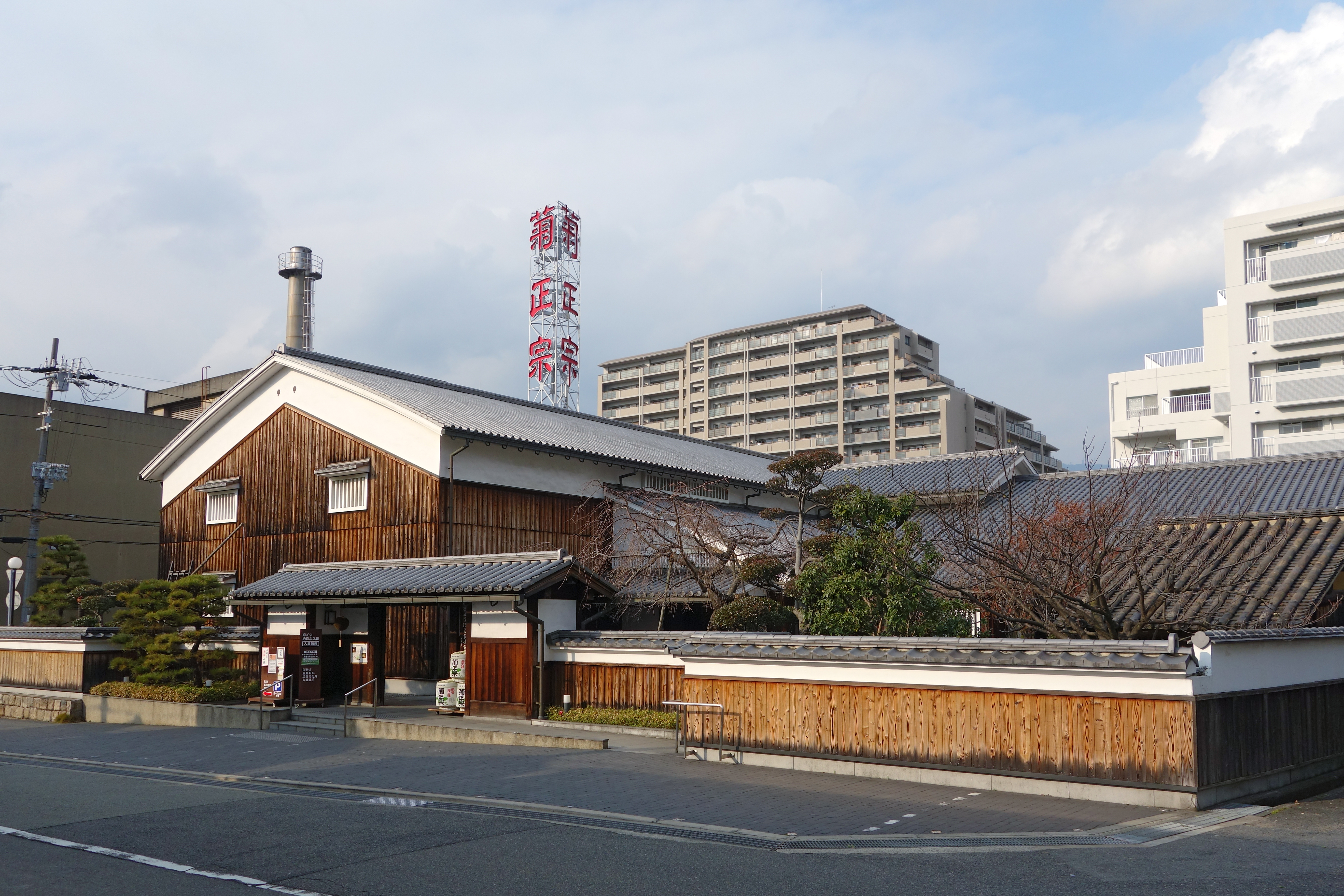
菊正宗酒造記念館（菊正宗の本社は御影本町にあるが、酒造記念館は魚崎西町にある）

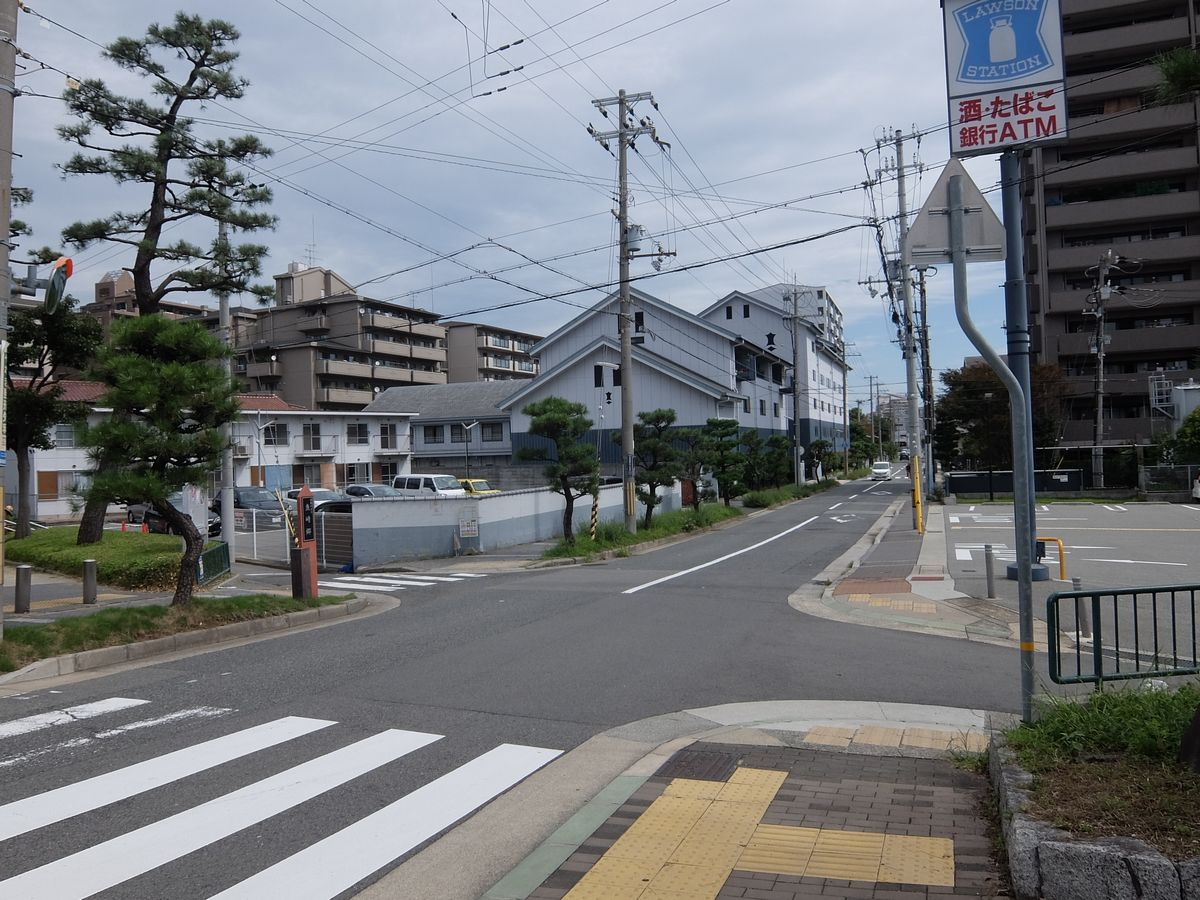
魚崎南町。中央に見えるのは剣菱酒造魚崎蔵。

現在の兵庫県神戸市東灘区魚崎・本庄地区。東郷（ひがしごう）とも呼ばれる。
江戸時代後期の上灘郷東組の流れを汲む。1888年（明治21年） の町村制施行にともない、魚崎村は魚崎町に、青木村・深江村は本庄村となった。魚崎町・本庄村は昭和25年（1950年）に神戸市に編入され、東灘区の一部となった。
魚崎地区は住吉川河口部にあたる。住吉川右岸（魚崎西町）は歴史的に魚崎地区の一部であり魚崎郷に含まれるが、御影郷に本拠を置く菊正宗の工場（嘉宝蔵）や資料館（菊正宗酒造記念館）が置かれている。
神戸市の都市計画では、魚崎西町1丁目・2丁目、魚崎南町4丁目・5丁目が「魚崎郷地区」とされ、「伝統的な酒造地域にふさわしい景観」を保全育成するよう求められている。
櫻正宗 ★ / 櫻正宗
1625年、山邑太左衛門により池田荒牧（現在の伊丹市）で創業。西宮と魚崎で醸造を行っていた6代目太左衛門が宮水を発見したという。「正宗」の元祖とされ、協会1号酵母の発祥蔵でもある。
宝酒造（宝ホールディングス） △★ / 松竹梅
本拠は京都市伏見区（創業の地である本社の他に本社事務所を下京区に置く）。1842年伏見で創業。「松竹梅」は魚崎郷の井上信次郎が生産していたが（上掲）、1933年に宝酒造は井上を支援して傘下企業として松竹梅酒造を設立し、魚崎で「松竹梅」の生産を行った。戦後独占禁止法の施行により松竹梅酒造が系列から離れる。1952年に宝酒造は中央酒類を買収したが、これによってかつての松竹梅酒造の魚崎工場（中央酒類の手に渡っていた）が「再び自社工場に」なった。1954年に摂津酒造から本庄地区（青木）の工場を買収した。阪神大震災までは魚崎と青木に工場施設を2つ有していたが、被災後に青木に集約し「白壁蔵」としてリニューアル。
太田酒造 △★ / 道灌・千代田蔵
本拠は滋賀県草津市。1874年創業。酒造家として発展するためには灘五郷に進出するべきであるとして、1962年に「灘千代田蔵」を構える。灘千代田蔵に隣接する旧小寺源吾別邸を太田酒造貴賓館として所有。「道灌」「千代田蔵」は創業家の祖先が太田道灌とされるところから。
小山本家酒造灘浜福鶴蔵 ★ / 浜福鶴
福鶴蔵のルーツとなる蔵は明治初期から魚崎郷で「大世界」を生産していた。1950年に「福鶴」の銘柄で酒造業を再開。 1989年、福鶴酒造有限会社は世界鷹小山家グループ（小山本家酒造、埼玉県大宮）入りし、有限会社福鶴が設立された。阪神大震災で蔵は全壊。1996年に蔵を再建し、社名を「株式会社浜福鶴銘醸」に改める。2013年に「株式会社小山本家酒造 灘浜福鶴蔵」に社名変更。付属施設として浜福鶴吟醸工房がある。
小山本家酒造の初代で江戸時代後期に生きた小山又兵衛は、現在の兵庫県加古郡播磨町の生まれで、灘でも杜氏として修業したという。 浜福鶴蔵で生産している銘柄のひとつ「七ツ梅」は江戸時代に伊丹の「木綿屋」に由来し、田中藤左衛門商店（埼玉県深谷）を経て小山本家酒造のブランドとなったもの。
松尾仁兵衛商店 × / 金正宗
1740年、松尾仁兵衛により創業。2008年廃業。
国冠酒造 △× / 國冠
埼玉県川越で創業、大正時代に魚崎に酒蔵を構えたが、阪神大震災で被災。1998年に国冠酒造は酒造業から撤退。「國冠」ブランドは沢の鶴が継承。
金露酒造 × / 金露
1806年に堺で創業。20世紀初頭に灘に移転。「金露」ブランドはキング醸造へ譲渡
肥塚酒造 × / 都菊
1854年長崎で創業。明治期に堺、戦後に灘へ蔵を移転。阪神大震災で被災し幕を閉じる。
豊澤酒造 / 酒豪
1887年創業。阪神大震災で被災。1997年に福壽酒造とともに神戸酒心館を設立。「酒豪」ブランドは大関へ譲渡。
菊千歳酒造 × / 菊千歳
田端酒造 △▽ / 大東一
和歌山で創業。かつて魚崎郷にも酒蔵（灘工場）を置いていた。

### 御影郷

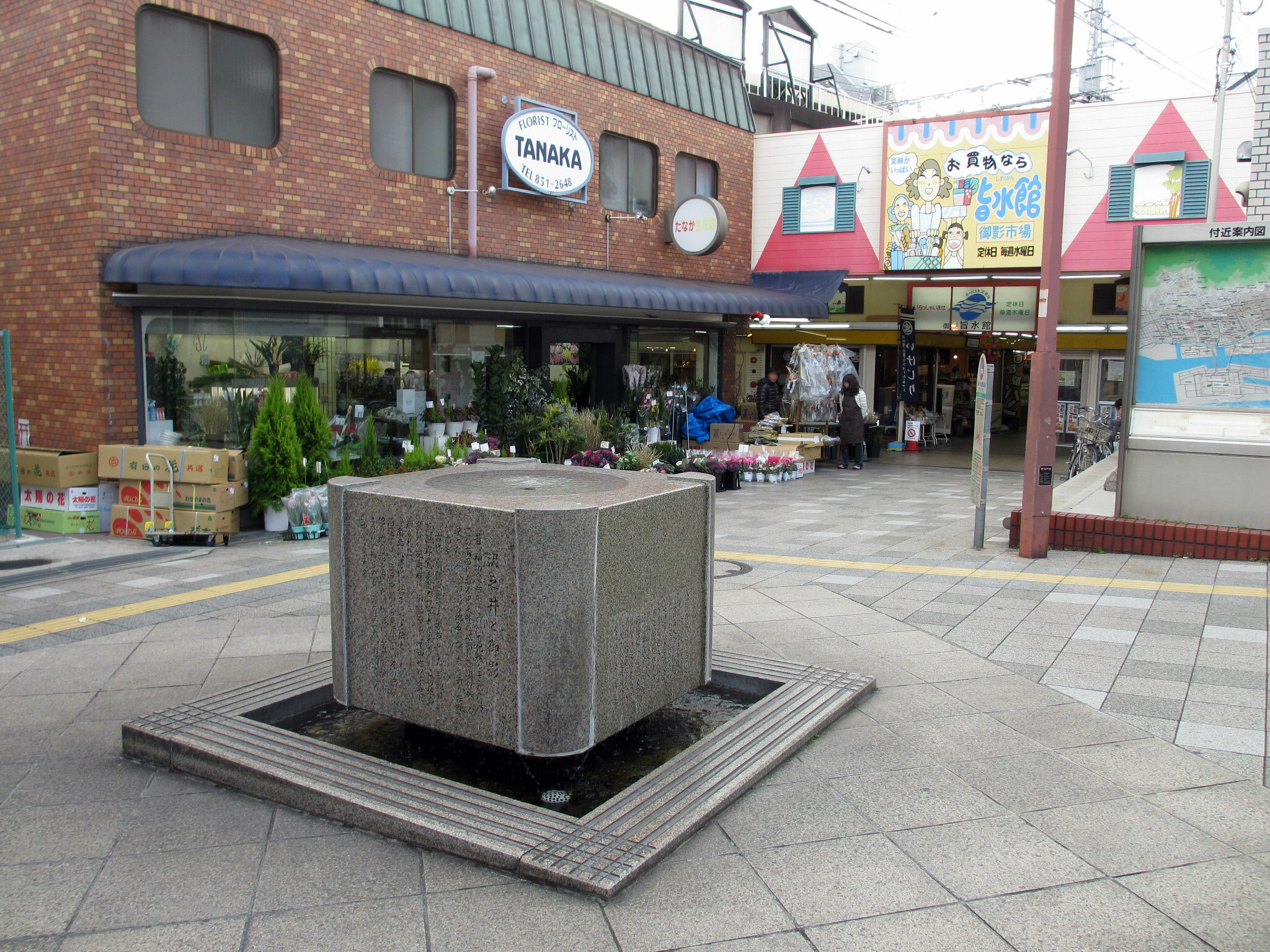
阪神御影駅北口にある「沢の井」のモニュメント

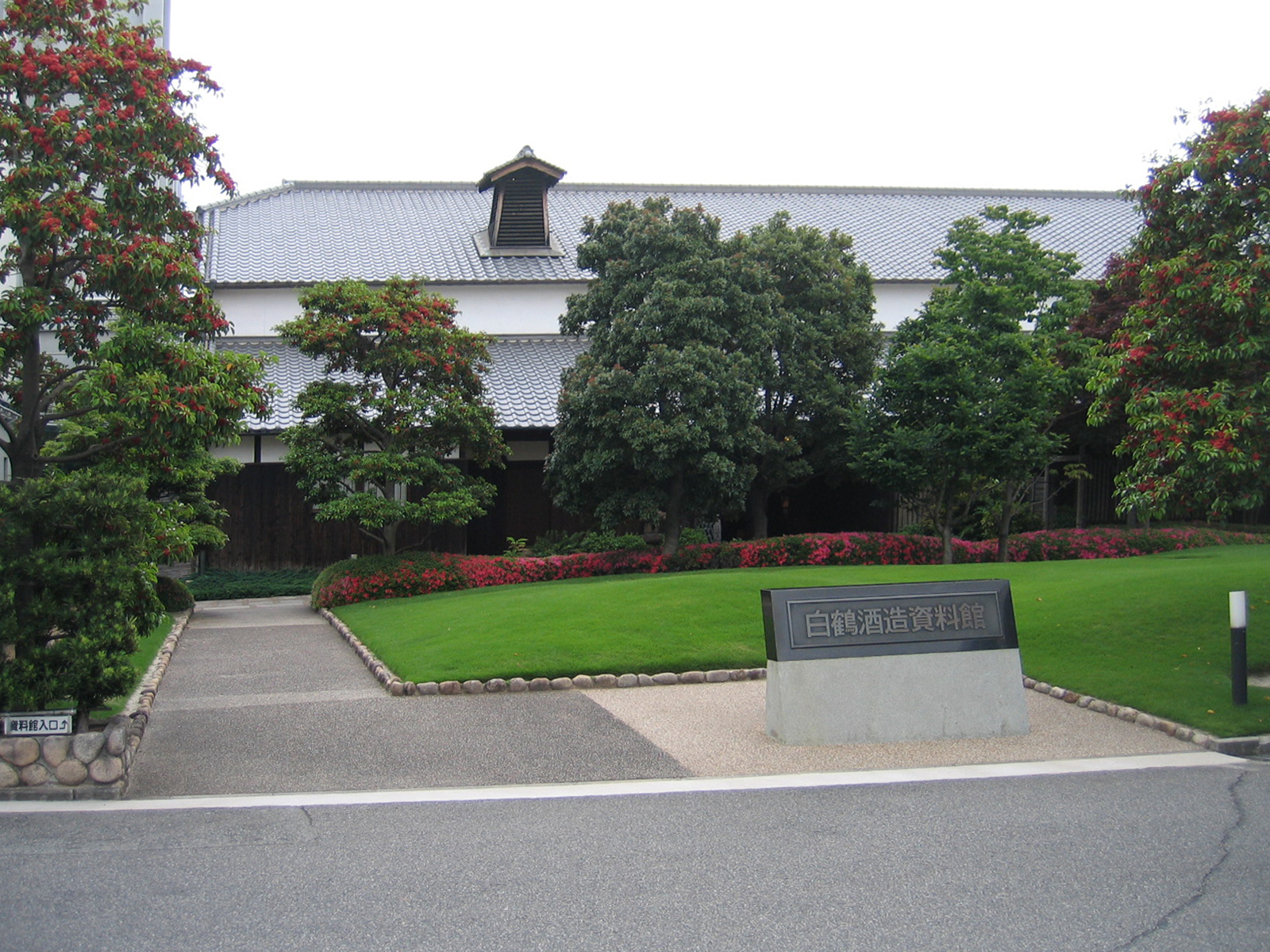
白鶴酒造資料館（住吉南町）

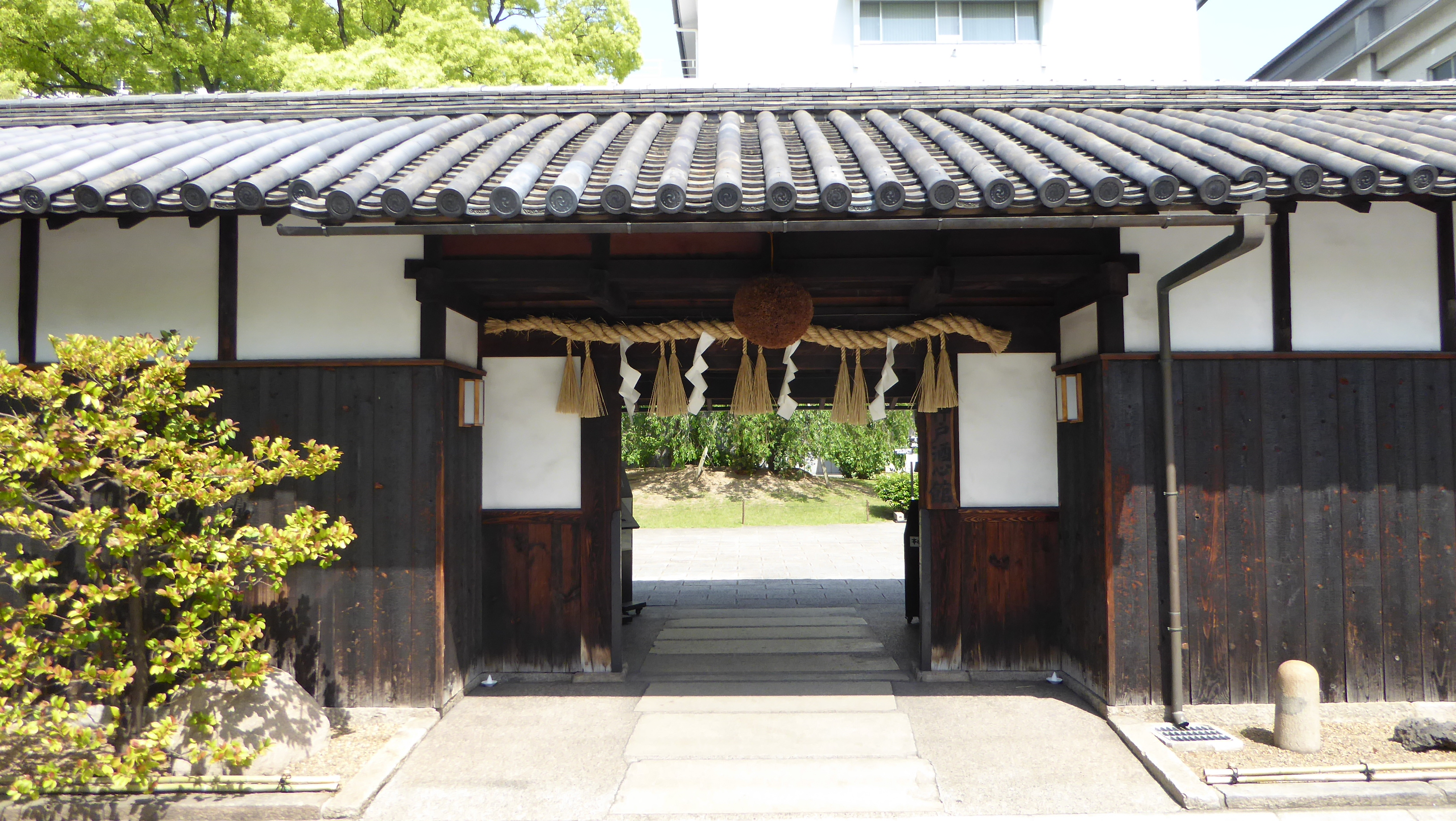
神戸酒心館（御影塚町）

現在の兵庫県神戸市東灘区御影・住吉地区。中郷（なかごう）とも呼ばれる。御影地区は石屋川の河口部にあたる。
江戸時代後期、御影地区は上灘郷中組、住吉地区（住吉村）は上灘郷東組の所属であった。1888年（明治21年） の町村制施行にともない、御影村・石屋村・東明村が御影町となる。御影町・住吉村は昭和25年（1950年）に神戸市に編入された。
剣菱酒造 ★ / 剣菱
1505年、伊丹で創業。1929年に御影郷に移転。
菊正宗酒造 ★ / 菊正宗
1659年、嘉納家（本嘉納家）により創業。酒造資料館として菊正宗酒造記念館を有する。
白鶴酒造 ★ / 白鶴
1743年、嘉納家（白嘉納家）により創業。商号は嘉納合名会社→白鶴酒造株式会社（1947年）。酒造資料館として白鶴酒造資料館を有する。
神戸酒心館 ★ / 福壽
1751年、福壽酒造として創業。阪神大震災で被災。1997年に豊澤酒造株式会社とともに株式会社神戸酒心館を設立。
安福又四郎商店 ★ / 大黒正宗
1751年創業。
泉酒造 ★ / 仙介・琥泉
1756年、有馬郡道場で泉仙介が創業。3代目のときに御影郷に移転。かつては「泉正宗」の銘柄で販売していた。阪神大震災で蔵が倒壊焼失し、一時は自家醸造を断念したが、2007年に自家醸造再開。再開に際して命名した銘柄「仙介」は創業者の名から。
高嶋酒類食品 ★ / 甲南漬（奈良漬）・はくびし（みりん）
1870年、高嶋太助により、酒粕仲買業と焼酎製造販売業者として創業。1896年に本味醂「白菱」（現在は「はくびし」）、1904年に奈良漬「甲南漬」を発売。
坊垣醸造 ★ / 戎面（えびすかほ）
1917年創業。休造中。
木村酒造 × / 瀧鯉
1758年創業。NHK朝の連続テレビ小説「甘辛しゃん」の撮影地の一つとなった。「瀧鯉蔵元倶楽部酒匠館」を運営していた（現存せず）が2009年に閉店。「瀧鯉」ブランドは櫻正宗に譲渡
泉勇之介商店 × / 灘泉
1882年、泉勇之介が創業。阪神大震災後まで灘に残っていた最後の木造酒蔵であったが、2013年に廃業。
世界長酒造 × / 世界長
1945年、酒造家三家の企業合同により創業。阪神大震災で被災し廃業。「世界長」ブランドは沢の鶴へ譲渡
沢の井酒造 × / 花川
1965年創業。

### 西郷

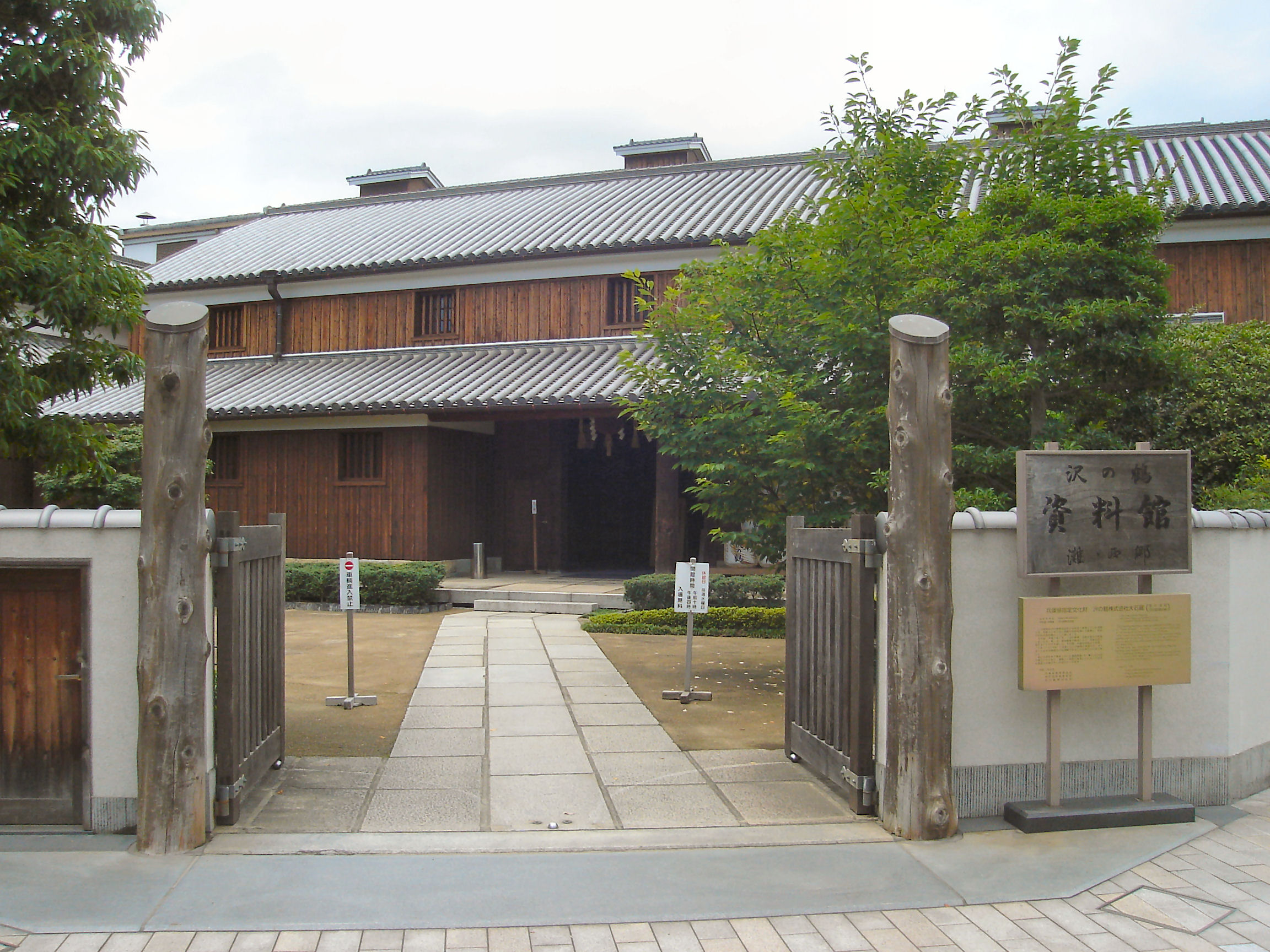
沢の鶴資料館（大石南町）

兵庫県神戸市灘区新在家・大石地区。都賀川河口部に位置する。
江戸時代後期、新在家村・大石村は上灘郷西組の所属であった。1888年（明治21年） の町村制施行にともない、新在家村・大石村は都賀浜村となった。都賀浜村は1914年（大正3年）の町制施行に際し、西郷であることから「西郷町」と改称した。1929年（昭和4年）に神戸市に編入され、灘区の一部になった。
沢の鶴 ★ / 沢の鶴
1717年、米屋喜兵衛により創業。「※」印は米屋であったことにちなむ。酒造資料館として沢の鶴資料館を有する。
金盃酒造 ★ / 金盃
1890年、高田三郎により淡路島で本高田商店として創業、1916年に大石に醸造場を設ける。1964年より金盃酒造株式会社。永田醸造機械のバックアップで操業再開
オエノンプロダクトサポート←富久娘酒造 ★ / 富久娘
1681年創業、「富久娘」は明治時代から使用する銘柄。旧「花木酒造」であったが、経営破綻後東洋醸造（静岡県）が事業を継承し、1963年に「富久娘酒造」設立。1970年に旭化成工業傘下。2003年オエノングループ入り。2018年、「富久娘」ブランドの清酒事業を福徳長酒類に譲渡し、「富久娘酒造」はオエノンプロダクトサポートに社名を変更、酎ハイのOEM供給に特化している。灘五郷酒造組合に参画しているが、公式サイトでは蔵元として紹介されてはいない。
福徳長酒類 ▽ / 福徳長
1792年、伊勢屋嘉右衛門が御影で酒造業を創業したのがルーツとされる。ただし「福徳長」はもともと堺で醸造されていた銘柄で、灘に蔵を移した経緯を持つ。1967年に灘誉酒造が福徳長酒造を合併。1991年に森永醸造（1953年に森永製菓から分社した会社）が灘誉酒造を合併し、「福徳長酒類」に改称。2001年に合同酒精（オエノングループ）傘下となる。かつては新在家に蔵があった。2020年現在は千葉県松戸に本社があり、山梨県韮崎・福岡県久留米・鹿児島県阿久根に工場を置いて、「福徳長」「富久娘」の生産を行っている。
マルキン忠勇←忠勇←若林合名会社 × / 忠勇
1896年、若林家が若林合名会社を創業、商標「忠勇」。1944年に若林家は同業2社と若林酒造株式会社を設立、以後若林酒造に関連会社を統合（1966年より忠勇株式会社）。2000年、忠勇は丸金醤油（香川県小豆島）と合併し「マルキン忠勇」となり、その後盛田（愛知県）グループ入り。旧会社を持ち株会社化し、製造子会社「マルキン忠勇」（新会社）を設立するが2013年に盛田に吸収。
- 1976年、清酒の「忠勇」ブランドを白鶴酒造へ譲渡。
- 若林酒造の社格は盛田グループの純粋持ち株会社「ジャパン・フード&リカー・アライアンス」として存続。
- 2017年、盛田グループにより徳島県に忠勇株式会社を設立。「忠勇」ブランドの奈良漬などを製造販売。

月桂冠 △▽ / 月桂冠
1637年に伏見で創業。灘蔵を構えていたが、阪神大震災で被災。伏見へ集約。
菊川←武藤醸造 △▽× / 菊川
1871年、岐阜県各務原で創業した武藤醸造が前身。1957年に灘工場を設けるが1998年に閉鎖。武藤醸造は岐阜県各務原へ酒造を集約後、ヒシノに社名を変更して酒造業から撤退（のち清算）。製造部門は神戸物産に譲渡し新会社「菊川」を分離。

## 文化財・文化遺産

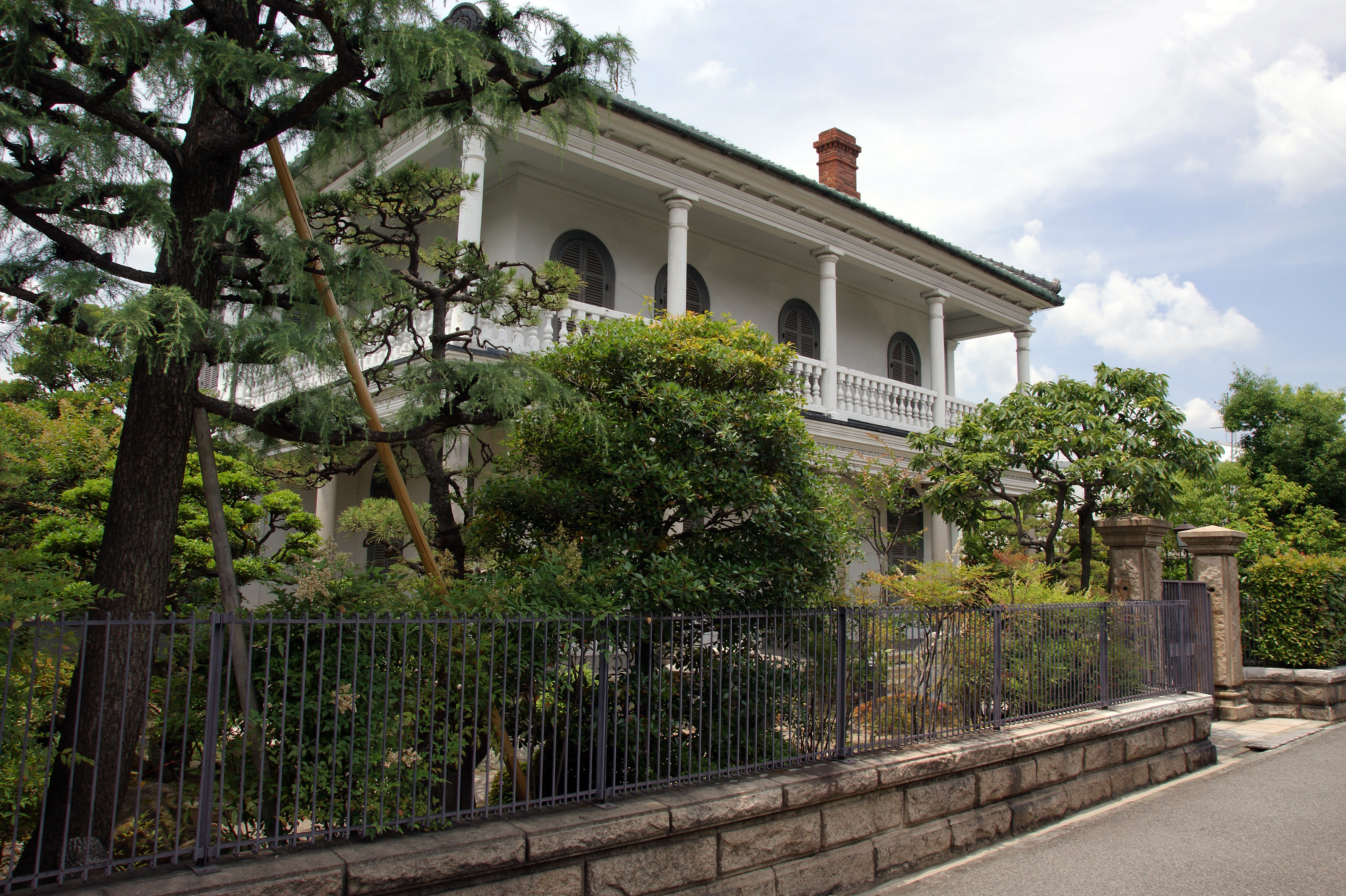
旧辰馬喜十郎住宅

- 灘の酒造用具（菊正宗酒造記念館蔵） - 国指定有形民俗文化財
- 甲南漬資料館（旧高嶋家住宅主屋） - 国登録有形文化財
- 旧辰馬喜十郎住宅 母屋と附属屋 - 兵庫県指定文化財

- 「灘五郷の酒づくり」 - かおり風景100選（環境省）
- 「灘五郷の日本酒醸造関連遺産」（「日本酒製造業の近代化を牽引した灘・伏見の醸造業の歩みを物語る近代化産業遺産群」） - 近代化産業遺産（経済産業省）
  - 宮水発祥之地石碑（西宮市）
  - 宮水庭園（西宮市）
  - 白鹿記念酒造博物館（西宮市）
  - 旧辰馬喜十郎邸（西宮市）
  - 白鷹禄水苑（西宮市）
    - 白鷹禄水苑「暮らしの展示室」「集古館」展示物

  - 今津灯台（西宮市）
  - 菊正宗酒造記念館内「灘の酒造用具」（神戸市東灘区）
  - 白鶴酒造資料館（神戸市東灘区）
  - 沢の鶴資料館（神戸市東灘区）
- 「「伊丹諸白」と「灘の生一本」　下り酒が生んだ銘醸地、伊丹と灘五郷」 - 日本遺産（文化庁）

## 観光

### 酒蔵見学
見学を受け入れている酒蔵もあり、阪神本線やバスが主な交通手段となる。

### 日本酒をテーマとする施設・博物館
- 白鹿記念酒造博物館（兵庫県西宮市）
- 白鷹禄水苑（兵庫県西宮市）
- 日本盛酒蔵通り煉瓦館（兵庫県西宮市）
- 白鶴酒造資料館（兵庫県神戸市東灘区）
- 神戸酒心館（神戸市東灘区）
- 菊正宗酒造記念館（神戸市東灘区）
- 浜福鶴吟醸工房（神戸市東灘区）
- 櫻正宗記念館櫻宴（神戸市東灘区）
- 沢の鶴資料館（兵庫県神戸市灘区）

みりんをテーマにした施設として以下がある。
- こうべ甲南 武庫の郷(神戸市東灘区)

### イベント

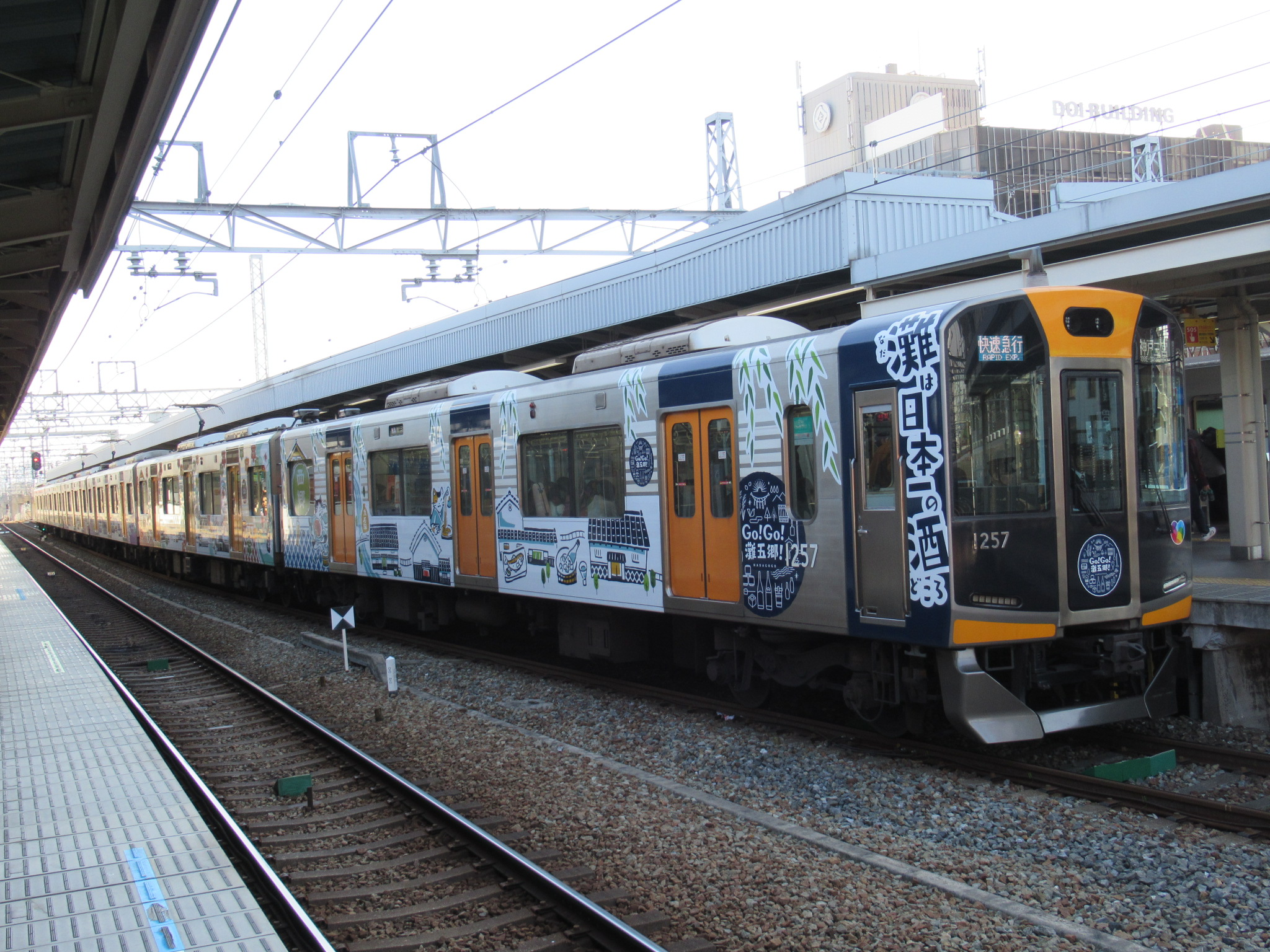
2017年10月から2019年11月にかけて運行された阪神電車の「Go!Go!灘五郷!」ラッピング電車。

10月から11月にかけては、灘五郷酒造協会や観光協会、酒造・酒販会社、輸送会社などが協力する観光イベント「灘の酒蔵探訪」が実施される。スタンプラリーが行われるほか、期間中の土曜日・日曜日・祝日には「酒蔵めぐりバス」が巡回運行している。
「灘の酒蔵探訪」はもともと神戸市内の3郷で行われていたイベントであったが（2004年には2月から5月にかけて開催され、酒造資料館などでスタンプラリーを実施していた）、毎年恒例の行事となるとともに規模が拡大。2018年からは西宮郷・今津郷が参加し、灘五郷全域のイベントとなった。
2017年には灘五郷酒造協会・神戸市・西宮市・阪神電鉄4者による「「灘の酒蔵」活性化プロジェクト」が発足、「Go!Go!灘五郷!」と銘打ってさまざまな取り組みを行っている。

### お土産
- 虎屋吉末（商標登録：酒樽煎餅）
- 小林春吉商店（酒粕）
- お酒の濵田屋（地元灘酒をメインに扱う居酒屋）
- 霊泉『沢の井』（阪神電気鉄道「御影駅」高架下）

## アンテナショップ
神戸市中心街にアンテナショップ「灘の酒蔵通」（中山手通「北野工房のまち」内）を開設している
ほか、新酒を試飲（有料）できる持ち回りの「蔵開」などを実施したり、イベントに出展・参加したりしている。